# Lauffenmühle

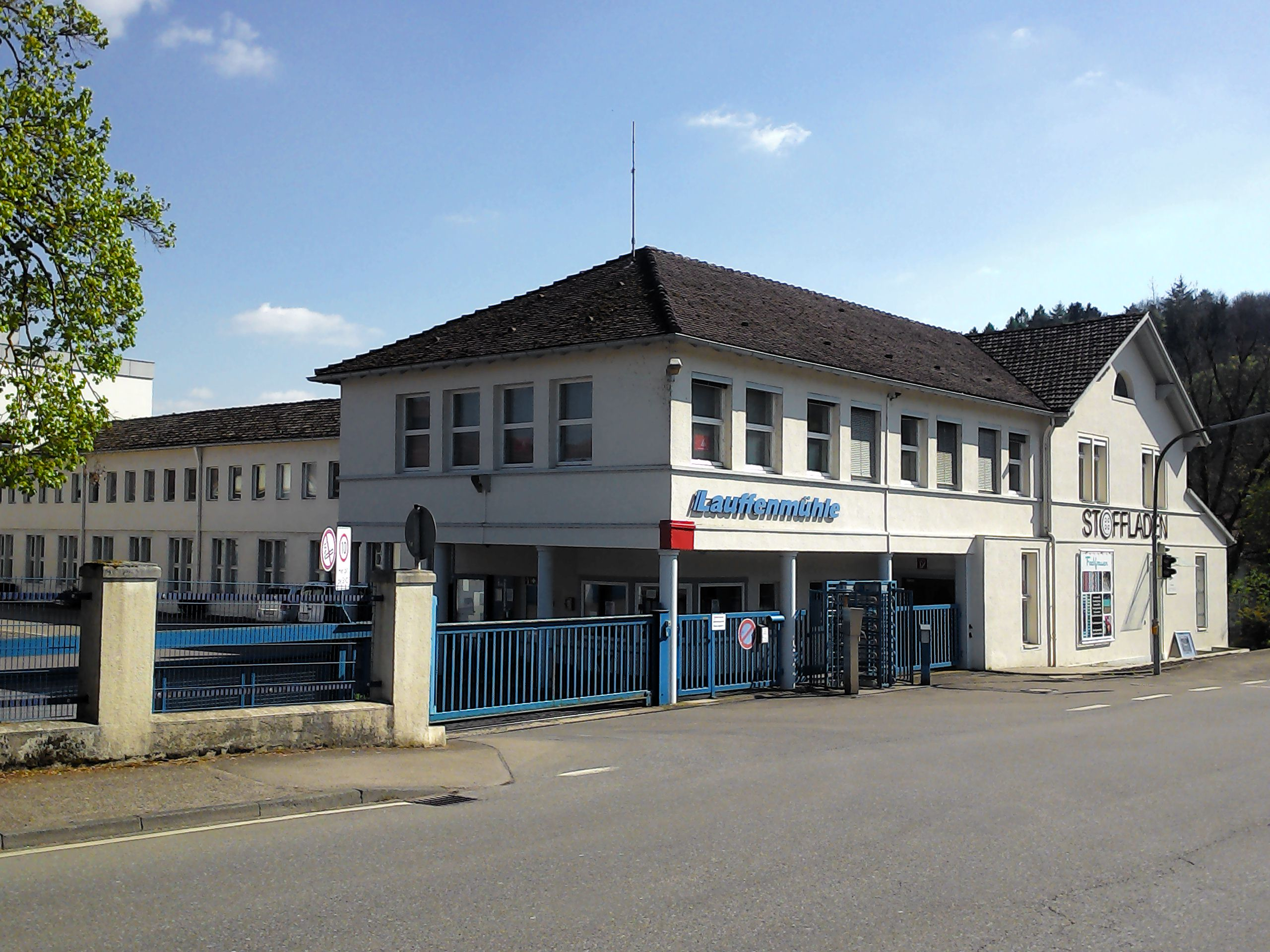
Ehemaliger Eingang/Pförtnerhaus der Lauffenmühle in Unterlauchringen (abgerissen Anfang 2021)

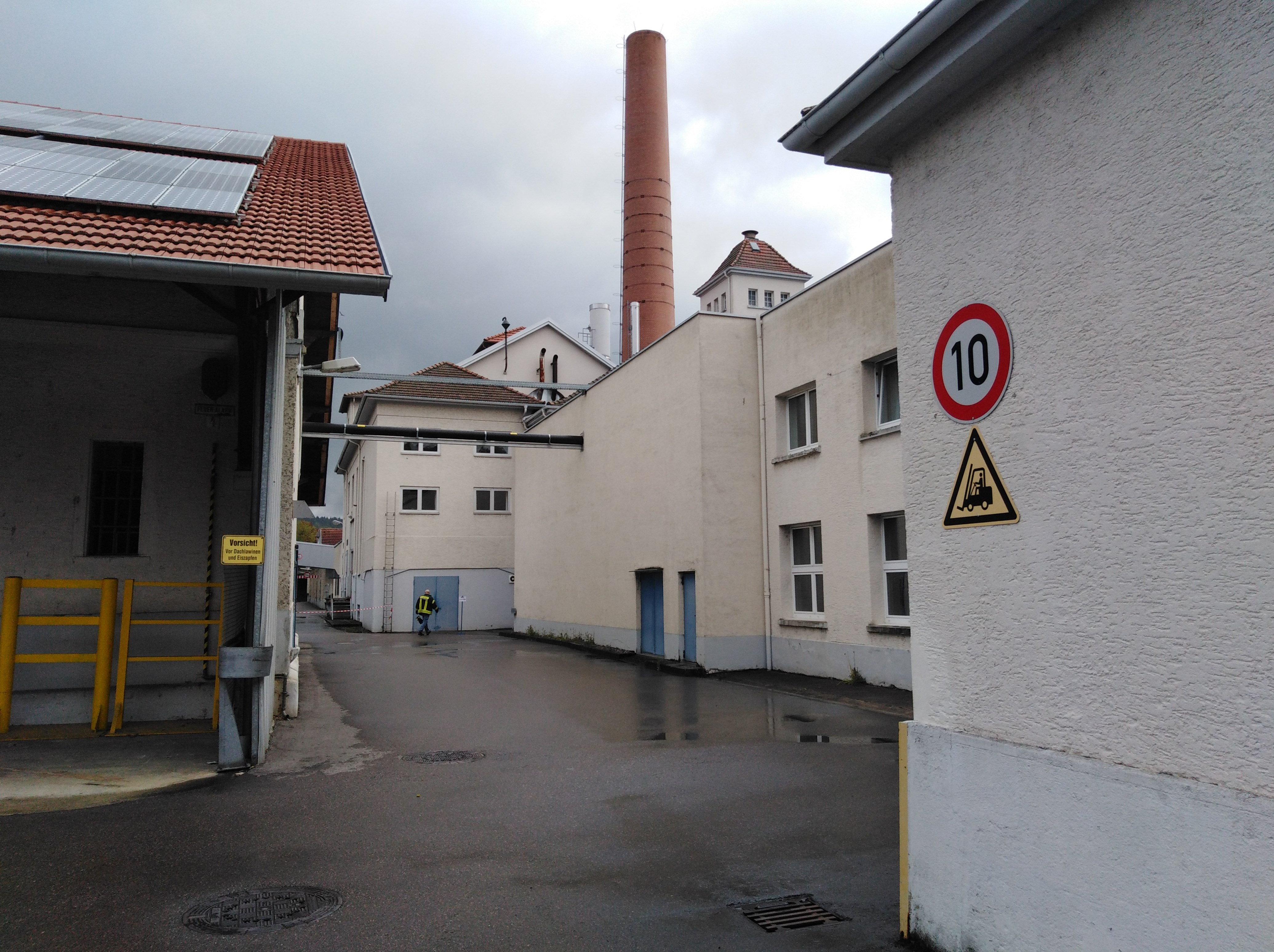
Werksgelände mit stillgelegtem Schornstein

Die Lauffenmühle mit Hauptsitz in Lauchringen im Landkreis Waldshut in Baden-Württemberg gehörte im 20. Jahrhundert zu den größten vollstufigen Textilunternehmen in Deutschland mit Spinnerei, Weberei und Ausrüstung. 1835 als Baumwollspinnerei gegründet, wurde Lauffenmühle im Zuge der Industrialisierung zu einem der großen Arbeitgeber in der im 19. Jahrhundert verarmten deutschen Hochrheinregion. Vor der ersten Insolvenz 1993 wurden über 2000 Arbeitnehmer beschäftigt. Die Firmierung änderte sich im Laufe der Geschichte des Unternehmens immer wieder, zuletzt firmierte sie als Lauffenmühle GmbH & Co. KG.
Die Lauffenmühle konnte sich der Talfahrt der deutschen Textilindustrie in der zweiten Hälfte des 20. Jahrhunderts nicht entziehen. Ab 1993 durchlief sie insgesamt fünf Insolvenzverfahren, über welche sich das Sortiment, die Produktionskapazitäten und die Zahl der Arbeitnehmer immer weiter verringerten. Die Lauffenmühle bestand zuletzt noch aus dem Werk in Lauchringen und dem Veredelungsbetrieb im Lörracher Ortsteil Brombach. Bei seiner Schließung 2019 beschäftigte das Unternehmen noch 242 Mitarbeiter.
Das Werk prägte die Entwicklung der Ortschaft Unterlauchringen vom einfachen Dorf bis zur heutigen Gemeinde Lauchringen. Nach der Schließung des Werkes Ende Juli 2019 erwarb die Gemeinde Lauchringen am 20. Mai 2020 das Areal der Lauffenmühle am Hauptstandort und gestaltet seither einen langandauernden Umwidmungs- und Erneuerungsprozess des Industriegeländes.

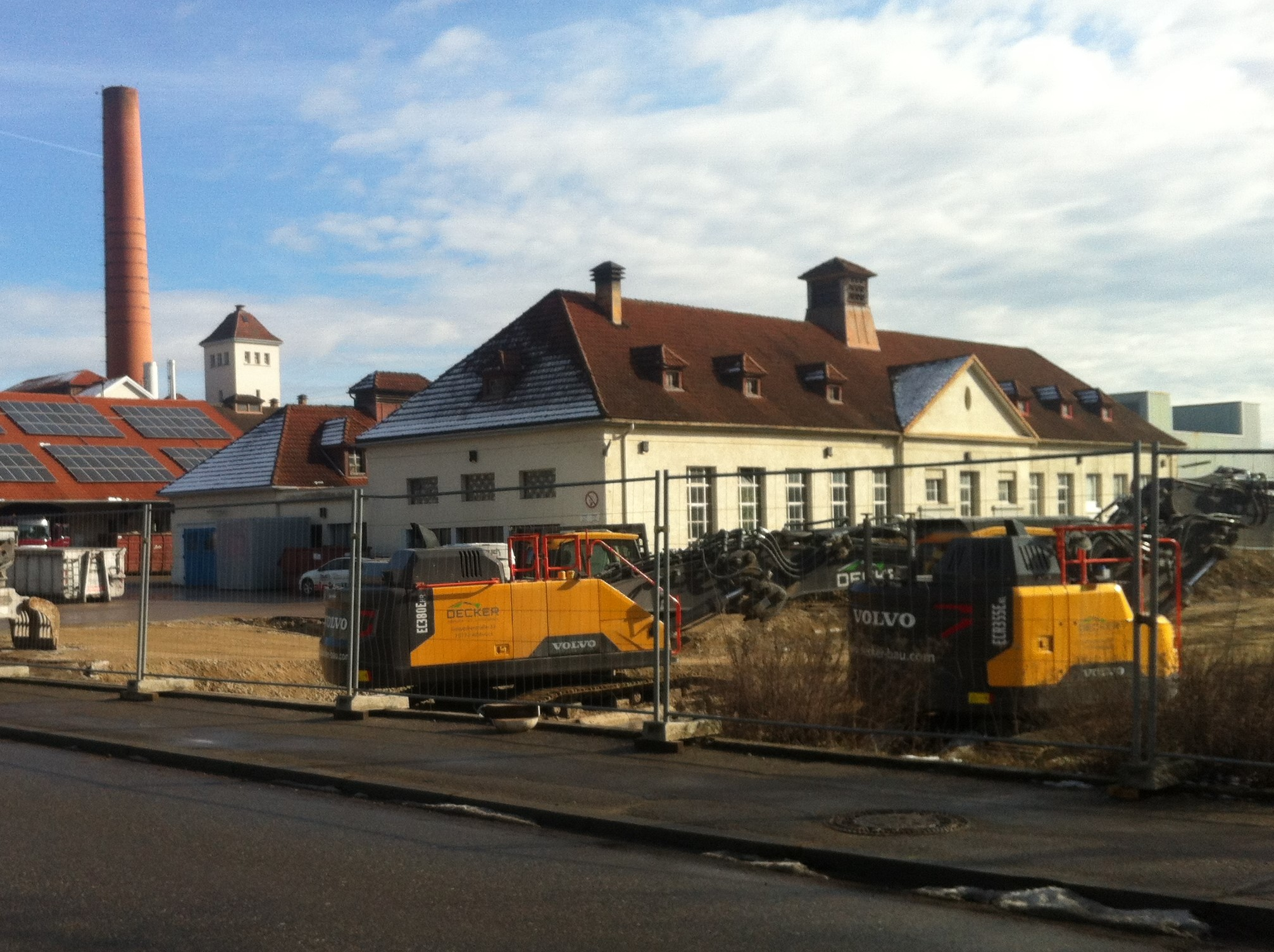
Teilabriss Februar 2021, entfernt: Eingangsbereich/Verwaltungsgebäude

## Geschichte

### Mühle
Die Lauffenmühle erhielt ihren Namen von der 1433 erstmals als herrschaftliche Mühle urkundlich erwähnten Mühlin an der Wut am Louffen bei nider Loucheringen („Mühle am Lauffen“) oder kurz Loffenmüli, einer Getreidemühle, der eine Gipsmühle, Ölpresse, Hanfreibe und ein landwirtschaftlicher Betrieb mit Gastwirtschaft angeschlossen waren.

#### Ursprüngliches Naturphänomen Wutachlauffen

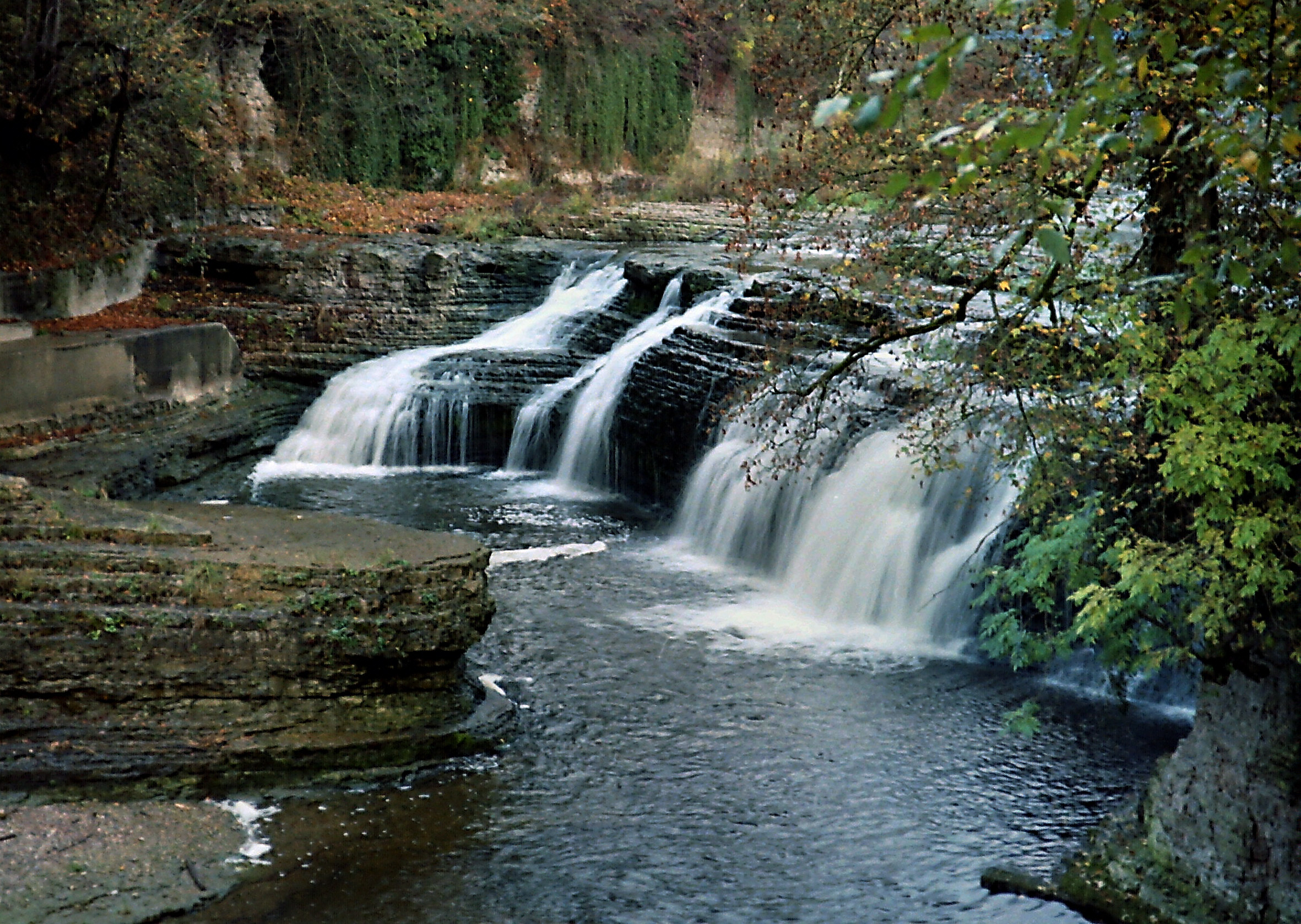
Wutach-Lauffen (Restwassermenge)

„Der Wutachlauffen würde zweifellos zu den Sehenswürdigkeiten unserer Heimat gehören, wenn hier zur Zeit der Industrialisierung nicht zu bedenkenlos in die Natur eingegriffen worden wäre.“

Während die Mühle – so Weissenberger – sich noch harmonisch in die Landschaft eingefügt habe, „plätschern dort, wo seit Jahrtausenden der tosende, wirbelnde Wasserfall donnernd in sein Felsbecken stürzte, ein paar spärliche Rinnsale über die Felsstufe.“ Neben dieser, durch die Umleitung des Wassers auf die Turbine bewirkten Beeinträchtigung, kam die Überbauung durch die alte Eisenbrücke, die 1968 durch eine Betonbrücke ersetzt wurde: „Durch den Straßenverlauf bedingt, ließ sich an der bisherigen Lage der Brücke nichts ändern, sodaß sie nach wie vor direkt über den interessantesten Teil der Schnellen führt und den freien Ausblick auf den Wasserfall versperrt.“ „Man muß sich damit abfinden“ – so schließt der Autor seinen Beitrag –, „daß hier, wie auch an anderen Flüssen, dem Streben nach restloser Ausnutzung der natürlichen Wasserkraft ein einmaliges Stück Natur geopfert worden ist.“

#### Geschichte der Mühle bis zur Firmengründung
Ursprünglich gehörte die Lauffenmühle den Grafen von Sulz, den damaligen Herren des Klettgaus. Die Lauffenmühle besaß das Privileg, dass flussabwärts kein neues Mühlwerk errichtet werden durfte. Die Grafen von Sulz vergaben die Nutzung der Mühle lehensweise. Der erste namentlich bekannte Müller ist Rudolf Müller von Pfäffigheim. Am Dienstag, den 4. Juli 1504 wurde von Vogt Jörg von Württemberg zu Tiengen ein bestätigter Lehensrevers ausgestellt, der Rudolf Müller die Nutzung der Mühle übertrug. Am 23. Juni 1611 veräußerte Graf Rudolf von Sulz die Lauffenmühle für 11.000 Gulden an Abt Petrus vom Zisterzienserkloster in Wettingen. 1712 verkaufte das Kloster die Lauffenmühle für 5.000 Gulden an den Oberlauchringer Adlerwirt Carl Würtenberger. Der Müller Georg Gehringer verkaufte die Lauffenmühle am 10. August 1834 für 30.000 Gulden an den Schweizer Johannes Müller von Gassau.

### Gründung der Baumwollspinnerei
Am 29. September 1834 reichte der damals 26 Jahre alte Johannes Müller beim Finanzministerium in Karlsruhe ein Gesuch zur Erteilung einer Konzession für eine Baumwollspinnerei ein. In seinem Gesuch weist er darauf hin, dass die Realisierung des Projektes dem Interesse der „Staatsuntergebenen“ diene, also der Schaffung von Arbeitsplätzen in einer abgelegenen Region. Neben der Wasserkraft als Energiequelle war damals auch der Standort innerhalb des Deutschen Zollvereins für Schweizer Unternehmer attraktiv, denn dadurch konnten sie Zölle vermeiden, die bei einer Produktion in der Schweiz angefallen wären. Die Genehmigung wurde am 2. Februar 1835 erteilt. Johannes Müller errichtete neben der alten Mühle ein 4-stöckiges Fabrikgebäude und ließ darin 13 Spinnstühle mit 3.000 Spindeln aufstellen. Auf den neuen Maschinen wurde Baumwolle gesponnen. Die Garne wurden an Webereien in Baden, Württemberg, Bayern und Hessen verkauft.

### Spinnerei Lauffenmühle Aktiengesellschaft
Gründer Johannes Müller hatte sich bei diesem Projekt übernommen. Neben dem Kaufpreis von 30.000 Gulden hatte er weitere 100.000 Gulden für die Errichtung der Spinnerei aufgewandt. Er verkaufte das Unternehmen am 9. Dezember 1835 an einen seiner Hauptgläubiger, einen Baumwolllieferanten, das Handelshaus Heinrich Maier, Baumwolle und Baumwollwarenhandel, in Brugg. Die Käufer gründeten eine Aktiengesellschaft unter dem Namen Spinnerei Lauffenmühle mit einem Kapital von 110.000 Gulden. Einer der Inhaber des Handelshauses Heinrich Maier, Carl Fischer, war Vorstand und erwarb die badische Staatsbürgerschaft und das Bürgerrecht der Stadt Tiengen. Neben dem Textilbetrieb betrieb Carl Fischer auch die alte Mahlmühle mit gutem Ertrag weiter und finanzierte damit das mit Verlust arbeitende Textilunternehmen.
1837 wurde das Textilunternehmen ausgebaut, es wurden 26 Webstühle aufgestellt. Das Textilunternehmen erzeugte damals jährlich etwa 1.000 Zentner Garne und Tücher im Wert von 75.000 Gulden, die Mühle brachte es auf jährlich 4.000 Zentner Mehl mit dem Wert von 36.000 Gulden.
In der Mühle arbeiteten 4 Personen, im Textilunternehmen werden 105 Personen beschäftigt; darunter befanden sich 40 Kinder. In Anbetracht der Beschäftigung von Kindern richtet die Lauffenmühle eigens eine Fabrikschule ein, die bis zum Jahre 1872 bestand. Nach deren Auflösung besuchten die Kinder die öffentliche Volksschule in Unterlauchringen.

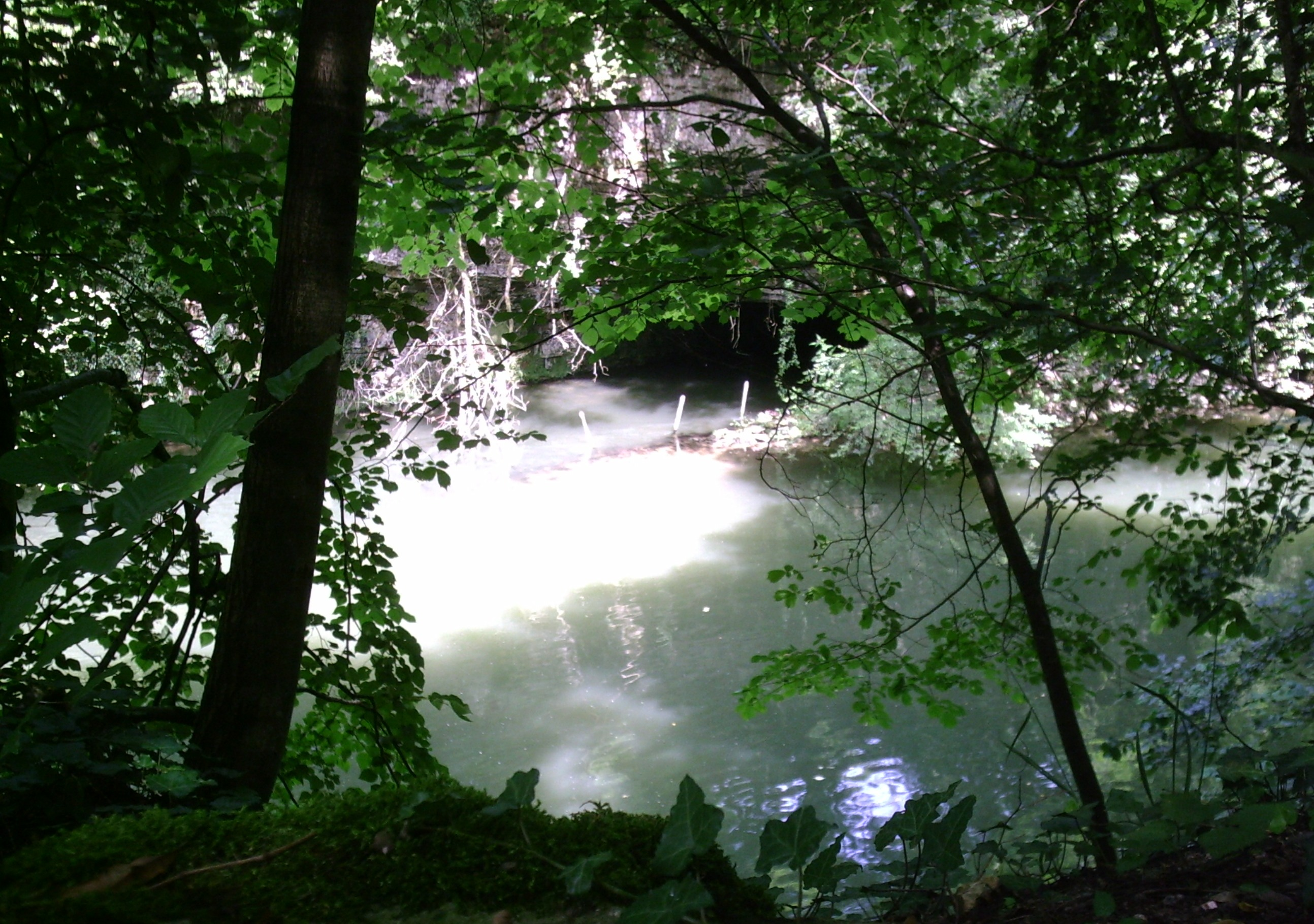
Wutachaufstauung am Wehr zwischen Unterlauchringen und Tiengen, Tunnelausgang bzw. Wasserablauf der Stromerzeugung

1845 entstand am nördlichen Wutachufer ein moderner Spinnereihochbau, „aus dem sich das heutige, bedeutende Textilwerk entwickelte.“ 10.000 neue Spindeln produzierten dort Garne. Das Wutachwasser wurde zur Erzeugung elektrischen Stroms durch einen offenen Kanal auf eine Turbine umgeleitet und danach durch ein unterirdisch durch den Felsen gesprengtes Kanalstück wieder der Wutach zugeführt. Diese Anlage besteht noch heute. Die Zahl der Mitarbeiter stieg auf 250. Ein Arbeiterwohnhaus wurde bereits zusammen mit dem neuen Fabrikgebäude 1847 errichtet. Auch in der Folgezeit entstanden weitere Wohnungen für die Arbeiter.
In der Nacht vom 25. auf den 26. Januar 1876 brannte der Spinnereihochbau vollständig ab. Der Wiederaufbau wurde sofort in Angriff genommen, nunmehr als Spinnereiflachbau. 1904 wurde eine neue Weberei mit 416 Webstühlen errichtet.

### Wechselnde Eigentümer
Familie Fischer war noch immer Eigentümer der Lauffenmühle, jedoch waren viele Familienmitglieder im Ersten Weltkrieg gefallen. Die verbliebene Eigentümerin Martha Fischer veräußerte deshalb das Unternehmen an den Geschäftsfreund Rudolf Großmann-Simon aus Basel. Großmann musste den Betrieb infolge Rohstoffmangels stilllegen und veräußerte ihn nach Kriegsende an die Blumenstein-Gruppe. Die Blumenstein-Gruppe der Finanziers Josef und Alfred Blumenstein umfasste damals 70 bis 80 Textilunternehmen und Beteiligungen. Der Rohstoffmangel wurde durch den Aufbau einer Papierspinnerei vorübergehend umgangen.
Auch nach dem Ersten Weltkrieg zog sich die Krise hin, Streiks und Aussperrungen waren die Folge. 1926 gab es wegen Absatzschwierigkeiten Betriebseinschränkungen. Im gleichen Jahr wurde das Unternehmen in eine GmbH umgewandelt. Im Anschluss konnten die Eigentümer die Krise überwinden. In den folgenden Jahren entstanden ein großer Webereineubau für 700 Webstühle und eine moderne Heizanlage.
1931 wurde die Blumenstein-Gruppe aufgelöst. Im Zug dessen fielen die Geschäftsanteile der Lauffenmühle GmbH in die Hände von fünf Großbanken unter der Führung der Deutschen Bank AG und der Diskonto-Gesellschaft.

„Die Zeit der ‚unpersönlichen Besitzverhältnisse‘ endete 1935, als der Berliner Dr. Gustav Winkler die Lauffenmühle kaufte. Zum 100-Jährigen standen in der Spinnerei: 30.552 Spindeln. In der Weberei standen 1104 Webstühle.“

### Nachkriegszeit
Die Lauffenmühle erlitt keine Kriegsschäden. Zusammen mit seinem Sohn, Helmut Winkler, gelang Gustav Winkler „unmittelbar nach Kriegsende, die Lauffenmühle zu einem der modernsten Textilunternehmen der Nachkriegsgeschichte in der Bundesrepublik auf- und auszubauen.“ 1949 errichteten sie in Blumberg eine neue Taschentuchweberei mit 504 Webstühlen. Sie wurde vom bekannten Architekten Egon Eiermann entworfen. Gemeinsam mit der Spinnerei gab es nun zwei große Textilbetriebe, in denen zunächst fast ausschließlich Vertriebene bzw. Flüchtlinge beschäftigt wurden. Später kamen Gastarbeiter, vor allem aus der Türkei dazu.
1955 erwarben die Winklers die in unmittelbarer Nachbarschaft in Lauchringen gelegene Weberei von Heinrich Honegger. Ebenfalls 1955 begann die Erneuerung des Maschinenparks. In Lauchringen wurden 704 Rascher-Webstühle als Automaten aufgestellt. Von 1956 bis 1958 wurde die Spinnerei mit modernsten Maschinen neu gestaltet. Im Spinnsaal standen 96 Ringspinnmaschinen zu je 400 Spindeln. Damit erhöhte sich die Spindelzahl von 38.400 auf 70.000. Darüber hinaus wurden eine Kämmerei und ein neues Webereigebäude errichtet; dieses wurde mit 96 neuentwickelten Sulzer-Webmaschinen ausgestattet. Diese Anlage erreichte im Dreischichtbetrieb eine Produktion von 650.000 m2/Monat. 1960 entstand der Neubau für eine Weberei, die mit 200 Dornier-Webautomaten ausgestattet war.
Da der Taschentuchbedarf stetig stieg, mietete die Lauffenmühle in Blumberg weitere Räume an, um 50 Saurer-Buntautomaten aufzustellen. 1961 wurde mit einem Erweiterungsbau in Blumberg begonnen, in den Jahren 1962–1964 mit 96 Sulzer-Buntwebmaschinen ausgestattet. Diese Vier-Schuss-Buntwebmaschinen wurden von der Firma Sulzer in Zusammenarbeit mit Lauffenmühle für die Taschentuchherstellung entwickelt.
Am 25. August 1962 brannte die Spinnerei in Lauchringen infolge einer Selbstentzündung im Ballenlager aus. Die Spinnerei wurde innerhalb von 15 Monaten neu auf- und ausgebaut und erlaubte der Lauffenmühle die Entwicklung hin „zu einem der größten und modernsten Textilbetriebe in Deutschland, ja in Europa.“

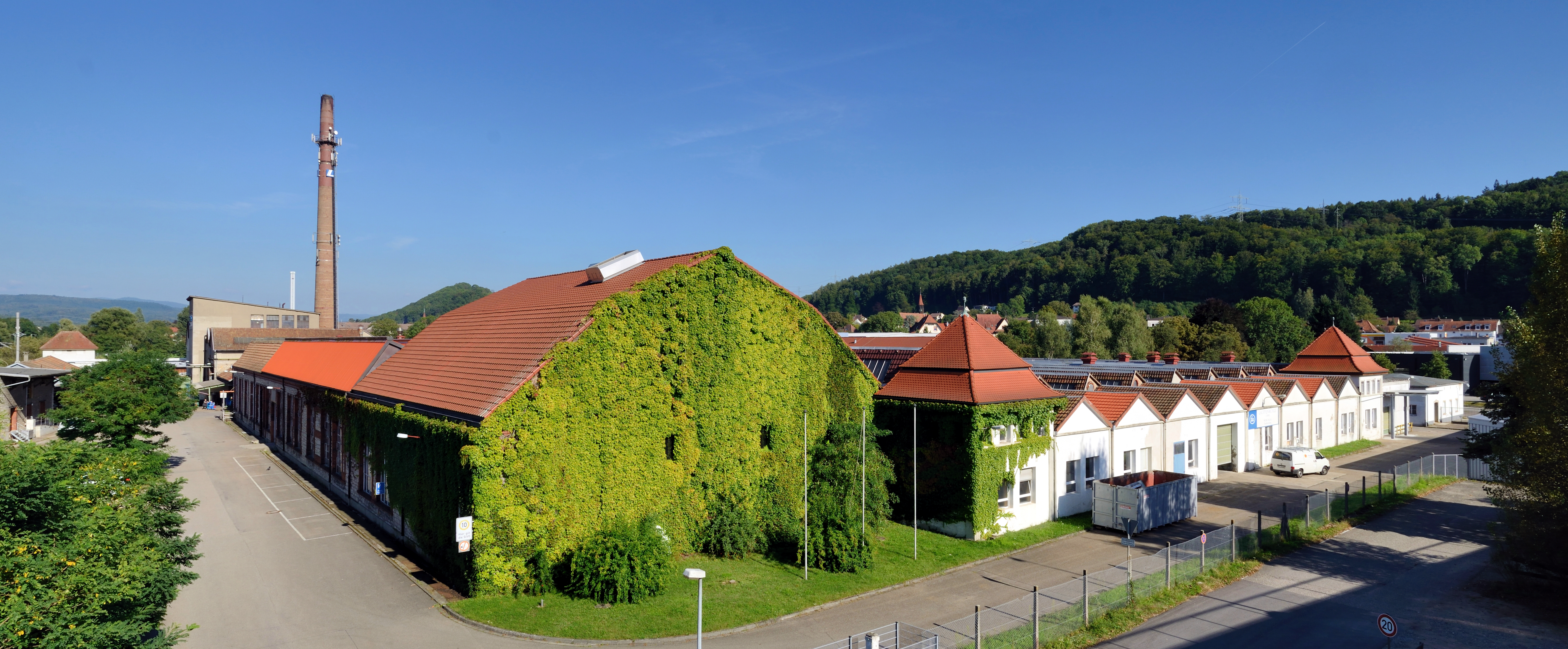
Werk in Lörrach-Brombach

„Im Wiesental richtete das Unternehmen eine Bleicherei ein und erwarb 1963 mit der Druckerei und Apretur Brombach AG einen großen Veredelungsbetrieb“, die später als Ausrüstungsbetrieb Wiese I in der Lauffenmühle GmbH aufgeht. 1968 wurde der 1923 gebaute Websaal umgebaut. Es wurden 239 moderne Sulzer-Webmaschinen aufgestellt. Die Gewebe glitten direkt von den Maschinen auf Gewebewagen, die im Keller unter den Maschinen standen.
1970 wurde das Werk Blumberg umgebaut. Die 504 Pic a Pic-Webstühle wurden durch 224 Vier-Schuss-Sulzerwebmaschinen ersetzt. Blumberg war damit die größte Buntweberei in Europa. Die Lauffenmühle erreichte einen Jahresumsatz von 100 Mio. DM und stellte monatlich 5 Mio. m2 Gewebe her. 1971 beteiligte Helmut Winkler seine neun Kinder an der Lauffenmühle, die in diesem Zuge in die Lauffenmühle GmbH und Co. KG umgewandelt wurde.
1975 erwarb die Lauffenmühle „mit der Merian & Co. GmbH, Höllstein, und der Spinnerei & Weberei Steinen GmbH weitere bedeutende Betriebe zur Garnerzeugung und Gewebeherstellung.“
1980 wurde ein neues Verwaltungsgebäude errichtet. Das Unternehmen musste einen Verlust von 4 Mio. DM hinnehmen und bekam eine Landesbürgschaft für einen Kredit in Höhe von 15 Mio. DM. 1982 wurde ein Hochregallager zur Unterbringung der Fertigwaren fertig gestellt. Es hatte eine Länge von 108 m, eine Breite von 22 m und eine Höhe von 27 m und verfügte über eine vollautomatische, elektronisch gesteuerte Ein- und Auslagerung. Bisher in verschiedenen Orten vorhandene Lager konnten damit aufgegeben werden.
Am 1. Januar 1983 verstarb Helmut Winkler. Horst Dieter Rösner übernahm den Vorstand der Geschäftsführung. 1986 erfolgte die Zusammenfassung aller aktiven Unternehmen der Lauffenmühle-Gruppe in der Lauffenmühle GmbH. 1989 wurde das Werk in Steinen geschlossen.
„In den 1980er Jahren waren im ganzen Unternehmen 2200 Menschen beschäftigt. […] Wurden in den 30er Jahren 19,8 Millionen Quadratmeter Stoff gewebt, waren es 1986 bereits 76 Millionen Quadratmeter.“

## Niedergang der Lauffenmühle

### Hintergrund
Die Textilkrise begann in den 1960er Jahren durch die Konkurrenz in Fernost und verschärfte sich in den 1980er-Jahren durch die allgemeine Verlegung der Herstellung in die Niedriglohnländer. Von 636.000 Arbeitnehmern in 2396 Unternehmen im Jahre 1957 waren 1990 nur noch 209.000 Arbeitnehmer in 1197 Unternehmen beschäftigt.
Nach der Errichtung und Öffnung des EG-Binnenmarktes war nun auch die Lauffenmühle nicht mehr vor dem einsetzenden Preisdumping gefeit. Dies führte seit den 1990er Jahren in eine Phase großer wirtschaftlicher Herausforderungen.

### Geschäftsaussichten der Lauffenmühle

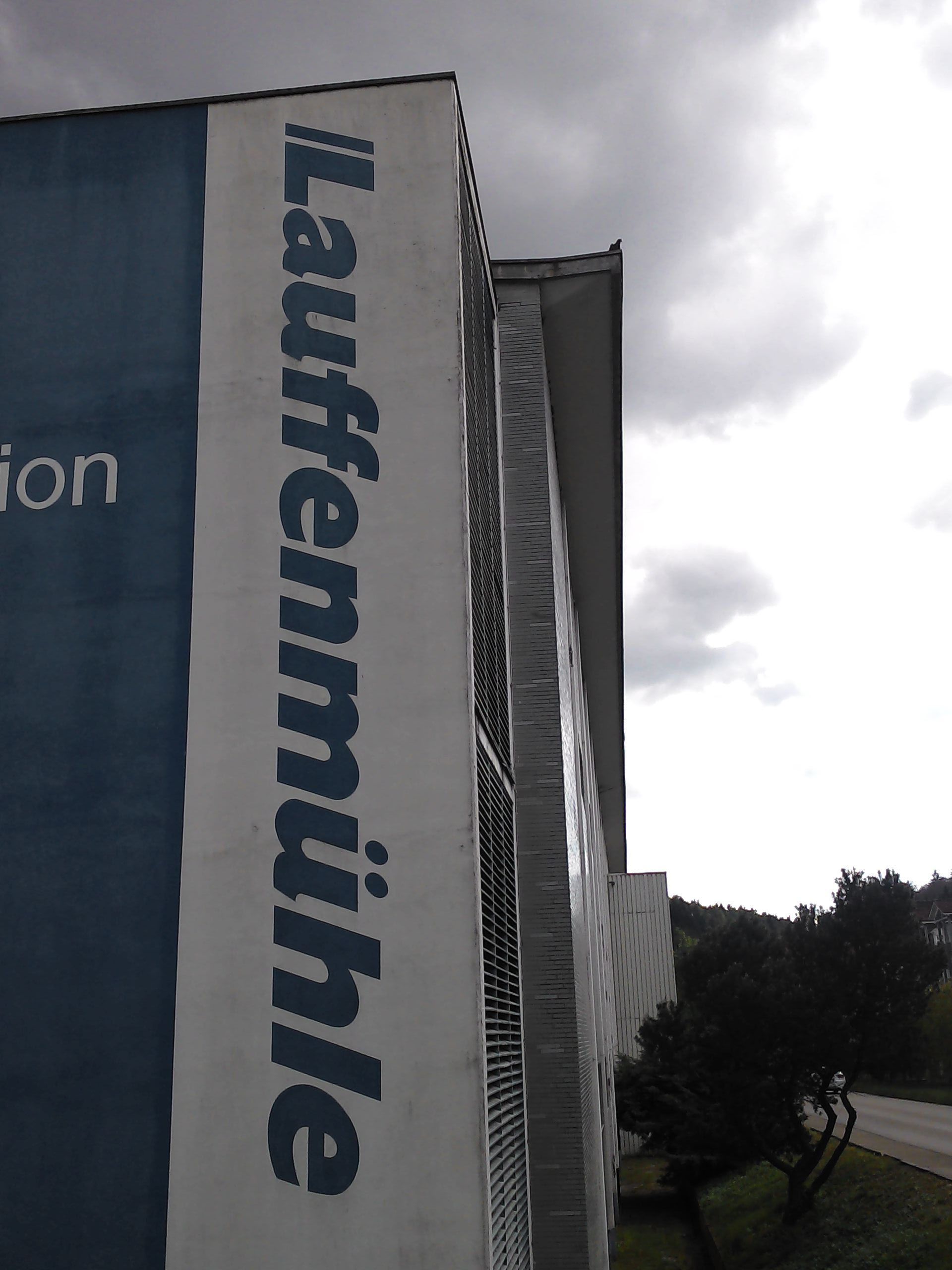
Schriftzug am Gebäude der Spinnerei

1991 gehörte die Lauffenmühle noch „zu den zehn größten Stofferzeugern in Europa mit ca. 2240 Mitarbeitern, die in fünf Werken beschäftigt sind.“ Die Lauffenmühle ist „einer der größten Arbeitgeber im Hochrheingebiet. […] Durch den konsequenten Einsatz modernster Technologie nimmt die Lauffenmühle heute eine Führungsposition innerhalb der europäischen Textilindustrie ein.“
Die Lauffenmühle sah sich für den Europäischen Binnenmarkt gerüstet und „erwartete vielerlei Vorteile“ durch die Aufhebung bürokratischer Hemmnisse, durch „Erleichterung in der Gestaltung von Kooperationen und Fusionen“ und sah sich im Bezug auf den freien Warenverkehr durch ihre „europaweit ausgedehnt(en) Aktivitäten“ erfahren.
Intern jedoch, hatte die Lauffenmühle nach eigener Ansicht eine schlechte Ausgangsposition im Preiskampf im Binnenmarkt. Gründe waren die strengen Arbeits- und Sozialbestimmungen, wie auch ein hohes Lohnniveau.  Trotz dieser Bedenken sah man intern das Unternehmen in der Lage, „sich den Anforderungen des neuen großen europäischen Marktes zu stellen. Die Lauffenmühle und die Mitarbeiter sind sich dieser neuen Aufgabe bewußt.“
Ungeachtet der optimistischen Haltung und der vermeintlich guten ‚Aufstellung‘ fiel die erste Insolvenzmeldung des Unternehmens bereits ins Jahr 1993.

### Erste Insolvenz
Am 16. Februar 1993 stellt die vierköpfige Geschäftsführung der Lauffenmühle beim Amtsgericht Waldshut-Tiengen den Antrag auf Eröffnung eines gerichtlichen Vergleichsverfahrens zur Abwendung des Konkurses. Geschäftsführer sind: Hans-Jürgen Hyrenbach, Technik und Verwaltung; Horst Kaiser, Veredlung; Oscar Riccardo Rombolotto, Vertrieb und Marketing; Artur Weber, Finanzen.
Das Unternehmen beschäftigt 2.086 Arbeitnehmer und verzeichnet einen Umsatz von 309 Millionen DM in fünf Werken. Im Stammwerk in Lauchringen mit der Spinnerei, Weberei und der Verwaltung; der Taschentuchweberei in Blumberg, zwei Ausrüstungsbetrieben in Lörrach und eine Indigo-Färberei in Höllstein.
Das Amtsgericht bestellt den Stuttgarter Rechtsanwalt Dr. Volker Grub zum Vergleichsverwalter. Ihm gelingt es, einen gerichtlichen Vergleich mit den Gläubigern der Lauffenmühle abzuschließen, die eine Zahlungsquote von 35 Prozent akzeptierten. Zur Sanierung des Unternehmens muss jedoch die stark verlustbringende Weberei in Blumberg und die Färberei In Höllstein stillgelegt werden. 600 Arbeitnehmer verlieren ihren Arbeitsplatz.
Auch die Arbeitnehmer erbringen durch Verzicht auf Bezüge einen erheblichen Sanierungsbeitrag. Das Produktionsprogramm wird beschränkt. Aufgegeben wird modische Oberbekleidung und Normalcord. Die Lauffenmühle konzentriere sich jetzt auf Berufs- und Schutzkleidung, Elastikcord und Denim.
Das Vergleichsverfahren wird am 17. August 1994 nach der Bezahlung der letzten Zahlungsrate wieder aufgehoben.

### Zweite Insolvenz
Der Sanierungserfolg ist jedoch nicht von langer Dauer. Am Ende des Jahres 1994 muss die Lauffenmühle wieder einen Verlust von 14,5 Millionen DM hinnehmen. Deshalb stellt die Geschäftsführung am 13. Dezember 1994 beim Amtsgericht Waldshut-Tiengen erneut einen Antrag auf Eröffnung des gerichtlichen Vergleichsverfahrens zur Abwendung des Konkurses. Die Banken haben jetzt jedoch mit dem Unternehmen keine Geduld. Unmissverständlich plädiert der Bankenpool unter der Führung der Deutschen Bank AG in Freiburg für eine rasche Liquidation. Die Deutsche Bank betreibt schon damals gezielte Industriepolitik und zieht sich sukzessive aus dem Engagement in Textilunternehmen zurück. Davon ist vor allem die Filiale der Deutschen Bank in Freiburg betroffen, die in Südbaden im Textilbereich besonders stark engagiert war. Ein „Tag der Offenen Tür“ für die Bevölkerung und eine Demonstration in Freiburg zum Sitz der Deutschen Bank bewirkte auch überregional Interesse.
Als vorläufiger Insolvenzverwalter wird erneut Volker Grub bestellt, da er das Unternehmen bereits aus der ersten Insolvenz kennt. Aufgrund der ablehnenden Haltung der Banken wird am 1. März 1995 kein Vergleichsverfahren, sondern das Anschlusskonkursverfahren eröffnet. Die Absicht der Banken ist, das Unternehmen stillzulegen. Dagegen formiert sich Widerstand. Es kommt zu Protestdemonstrationen vor den Werkstoren durch die Bevölkerung und die Belegschaft, die vom damaligen Ministerpräsidenten Erwin Teufel unterstützt werden. Er erscheint persönlich zu einer der Demonstrationen. Bundestags- und Landtagsabgeordnete der Region sowie Kommunalpolitiker bilden spontan ein Komitee zur Erhaltung der Arbeitsplätze der Lauffenmühle, das von Landrat Bernhard Wütz vom Landkreis Waldshut geführt wird. Auch Volker Grub als nunmehr bestellter Konkursverwalter ist der Auffassung, dass das Unternehmen sanierungswürdig ist und er erarbeitet gemeinsam mit der Geschäftsführung und Unternehmensberater Andreas Budde ein Sanierungskonzept, das einen weiteren Personalabbau auf 772 Arbeitsplätze und den Verkauf des Ausrüstungsbetriebs Wiese II in Lörrach vorsieht.

#### Gescheiterte Übernahme durch Mafatlal
Letztlich sehen die Banken von einer unverzüglichen Liquidation ab, weil es Volker Grub gelingt, die Sanierung erfolgreich umzusetzen und mit einem ernsthaften Interessenten über eine Übernahme der Lauffenmühle zu finden. Die indische Regierung hatte Professor Jaikumar, der an der Harvard Business School in den USA lehrte, beauftragt, für indische Textilunternehmen nach Expansionsmöglichkeiten in Deutschland zu suchen. Er nimmt Kontakt zu Grub auf und bringt die indische Unternehmensgruppe Mafatlal mit Sitz in Mumbai ins Spiel, die mit dem Namen Lauffenmühle und deren hohen Qualitätsstandards in den Weltmarkt vorstoßen will. Unterstützt wird Mafatlal durch die staatliche indische Entwicklungsbank ICICI.
Nach sehr schwierigen Verhandlungen kommt am 12. Oktober 1995 in Stuttgart ein notarieller Kaufvertrag zustande. Zur Beurkundung kommen neben der indischen Delegation auch der baden-württembergische Wirtschaftsminister Dieter Spöri. Die Landesregierung gewährt für die Übernahme durch Mafatlal eine Ausfallgarantie über 20 Millionen DM.
Aber auch die Arbeitnehmer sind bereit, ihren Teil zur Rettung der Lauffenmühle beizutragen. Sie bieten an, ohne Lohnausgleich 40 Stunden statt tariflich festgesetzten 37 Stunden wöchentlich zu arbeiten. Dagegen wehrt sich die Gewerkschaft Textil und Bekleidung, die befürchtet, mit einem Haustarifvertrag ihre eigene Position bei der Verteidigung der 37-Stunden-Woche zu schwächen. Sie findet jedoch weder beim Betriebsrat noch bei der Belegschaft Rückhalt. Als eine Befragung aller Mitarbeiter ergibt, dass 99 % der Arbeitnehmer für einen Haustarifvertrag stimmen, zeigte sich die Gewerkschaft einsichtig.
Als Stichtag für die Übertragung der Lauffenmühle an Mafatlal wird der 31. Dezember 1995 festgelegt. Mafatlal und ICICI sollen 35 Millionen DM als Eigenkapital beisteuern. Der Geldtransfer muss aber von der indischen Regierung genehmigt werden. Woche um Woche wird der Konkursverwalter deshalb vertröstet.
Als Mafatlal schließlich im Januar 1996 signalisiert, die indische Regierung werde zustimmen, wird eine Schlüsselübergabe für den 10. Februar 1996 vereinbart. Ein Festakt wird in der Lauchringer Gemeindehalle vereinbart. Eingeladen werden der Wirtschaftsminister, der Landrat, Bundesratsabgeordnete, Landtagsabgeordnete, der indische Botschafter und weiterer Honoratioren aus Wirtschaft und Politik und alle sagen ihre Teilnahme zu. Im Rahmenprogramm sind eine Blaskapelle, indische Tempeltänzerinnen und eine Tanzgruppe aus Schwarzwaldmädchen engagiert. Die Feierlichkeiten sollen um vier Uhr nachmittags beginnen. Am Vormittag findet noch eine wichtige Besprechung des Konkursverwalters mit dem Präsidenten der ICICI und Hrishikesh Mafatlal und weiteren indischen Repräsentanten statt, bei der Details der Finanzierung geklärt werden sollen. Dabei wird eröffnet, dass die indische Regierung lediglich einen Transfer von 15 Millionen DM genehmigt hat und die fehlenden 20 Millionen DM nunmehr fremdfinanziert werden müsse. Mafatlal wolle sich darum bemühen. Für eine Absage der Feierlichkeiten durch den Konkursverwalter ist es zu spät, die Gäste sind bereits auf der Anreise.
Nur eine Stunde nach diesem Gespräch eröffnet Grub vor einem in der Gemeindehalle dicht gedrängten Publikum den Festakt. Gefeiert wird jetzt der Vertragsabschluss und die bevorstehende Übernahme der Lauffenmühle. Hrishikesh Mafatlal unterstreicht die Bedeutung der Lauffenmühle für sein indisches Unternehmen und beteuert den Willen, alles für eine erfolgreiche Zukunft der Lauffenmühle zu tun. Wirtschaftsminister Dieter Spöri überbringt im Namen der Landesregierung Glückwünsche und eröffnet, dass das Land Baden-Württemberg die Übernahme mit einer Bürgschaft von 20 Millionen DM unterstütze. Das Publikum spendet tosenden Beifall und der Südkurier titelt danach: „Lauffenmühle startet in neue Ära! Inder übernehmen Lauffenmühle!“ und weist auf den zukunftsweisenden Modellcharakter der Vereinbarung hin.
Am 25. Januar 1996 überreicht Dieter Spöri dem Betriebsratsvorsitzenden Wolfgang Weber und dem Konkursverwalter Volker Grub im neuen Schloss in Stuttgart die Wirtschaftsmedaille des Landes Baden-Württemberg, die für herausragende Verdienste um die Wirtschaft des Landes verliehen wird. Auch dies nutzte nichts. Die Übernahme scheitert. Zwar wird Mafatlal eine Fristverlängerung bis zum 30. September 1996 eingeräumt. Alle Bemühungen von Mafatlal um eine weitere Finanzierung von Mafatlal scheitern jedoch.

#### Erneute Restrukturierung
Der Konkursverwalter und die Lauffenmühle geraten erneut und nun noch viel stärker unter Druck der Gläubigerbanken. Viele Kunden und Geschäftspartner handelten nunmehr in der Überzeugung, mit Ablauf der Frist würden die Werkstore ein für alle Mal geschlossen. Der Vertreter der Deutschen Bank fragt den Konkursverwalter wöchentlich, wann es endlich soweit wäre, zu liquidieren. Doch der Konkursverwalter macht weiter. Er entwickelt ein weiteres Sanierungskonzept, reduziert die Zahl der Beschäftigten von 780 auf 420. Um Löhne, Gehälter und die vereinbarten Abfindungen zahlen zu können, beantragt er Strukturkurzarbeitergeld und bildet eine Beschäftigungseinheit, die ausschließlich für die Betreuung und Weiterbildung der gekündigten Mitarbeiter zuständig ist. Dorthin werden die 360 Mitarbeiter versetzt, denen gekündigt werden muss.
Innerhalb weniger Wochen ist die Lauffenmühle neu strukturiert und erzielt deutlich verbesserte Ergebnisse und erwirtschaftet plötzlich wieder Überschüsse. Andere Textilunternehmen in Deutschland verfolgen aufmerksam, wie die Lauffenmühle Monat für Monat mehr Boden unter den Füßen bekommt und melden Interesse an einer Übernahme an. Die Banken bleiben skeptisch, lassen aber den Konkursverwalter gewähren, weil es um sensible Arbeitsplätze in der südbadischen Region geht. Der Konkursverwalter verhandelt jetzt mit schwäbischen und holländischen Firmen, die die Lauffenmühle übernehmen wollen. Sogar Mafatlal klopft noch einmal beim Konkursverwalter an. Mit keinem der Unternehmen kommt es jedoch zu einem Vertragsabschluss.

#### Übernahme durch Claas E. Daun
Im Januar 1997 sucht Wirtschaftsprüfer Claas E. Daun, Wirtschaftsprüfer aus Rastede, den Konkursverwalter in seiner Kanzlei in Stuttgart auf. Daun hatte in Südafrika mit Goldminen ein großes Vermögen erworben und schon Anfang der 80er Jahre begonnen, notleidende Textilunternehmen aufzukaufen und erfolgreich zu sanieren. Er genießt ein hohes Ansehen in der deutschen Textilindustrie. Ohne Zuziehung weiterer Experten einigen sich beide innerhalb von einem Monat auf einen Kaufvertrag zur vollständigen Übernahme der Lauffenmühle, zu einem pauschalen Kaufpreis von 55 Millionen DM. Daun verzichtet auf eine von Experten durchzuführende Überprüfung der vom Konkursverwalter schriftlich dokumentierten Zahlen, Fakten und Bilanzen. Als Zeichen seines guten Willens überreicht er dem Konkursverwalter bereits beim zweiten Gespräch einen Scheck über 20 Millionen DM als Anzahlung, obwohl ein Vertrag noch gar nicht zustande gekommen ist.
Am Abend des 19. Februar 1997, einen Tag vor Vertragsabschluss, kommt Daun nach Lauchringen und verspürt das Bedürfnis, das Werk während der Abendschicht zu besichtigen und sich mit den anwesenden Mitarbeitern zu unterhalten. Da das Werktor bereits verschlossen ist, klettert er über den Zaun. Nachbarn beobachten diesen Vorgang und alarmieren die Polizei. Daun, der davon nichts ahnt, schreitet von Halle zu Halle, spricht mit diesem und jenem Arbeiter, vertieft sich in eingehende Gespräche mit den Meistern. Erst am Ende der Schicht verlässt er mit allen denen, die ihre Arbeit für diesen Tag verrichtet hatten, das Firmengelände. In der Zwischenzeit hat sich die Polizei vor dem Werk postiert und sucht nach dem Einbrecher. Sie fordern jeden Mitarbeiter auf, sich auszuweisen. Einzig Daun – er trägt einen Anzug mit Krawatte – lassen sie ohne Kontrolle passieren. Am nächsten Tag wird in Lauchringen der Kaufvertrag unterschrieben und eine Betriebsversammlung durchgeführt, bei der Daun offiziell begrüßt wird. Der Konkursverwalter kann ihm einen Schlüssel für die Lauffenmühle mit der Bemerkung überreichen, er müsse nun nicht mehr über den Zaun steigen. Daun erhält tosenden Beifall. Für die gebeutelte deutsche Textilindustrie war Daun ein Hoffnungsträger.

### Im Besitz der Daun-Gruppe
Unter der zur Daun-Gruppe gehörenden Mechanische Baumwoll-Spinnerei und Weberei Bayreuth GmbH gründet Daun eine neue Lauffenmühle GmbH & Co. KG, mit der er alle Vermögensgegenstände rückwirkend zum 1. Februar 1997 übernimmt.

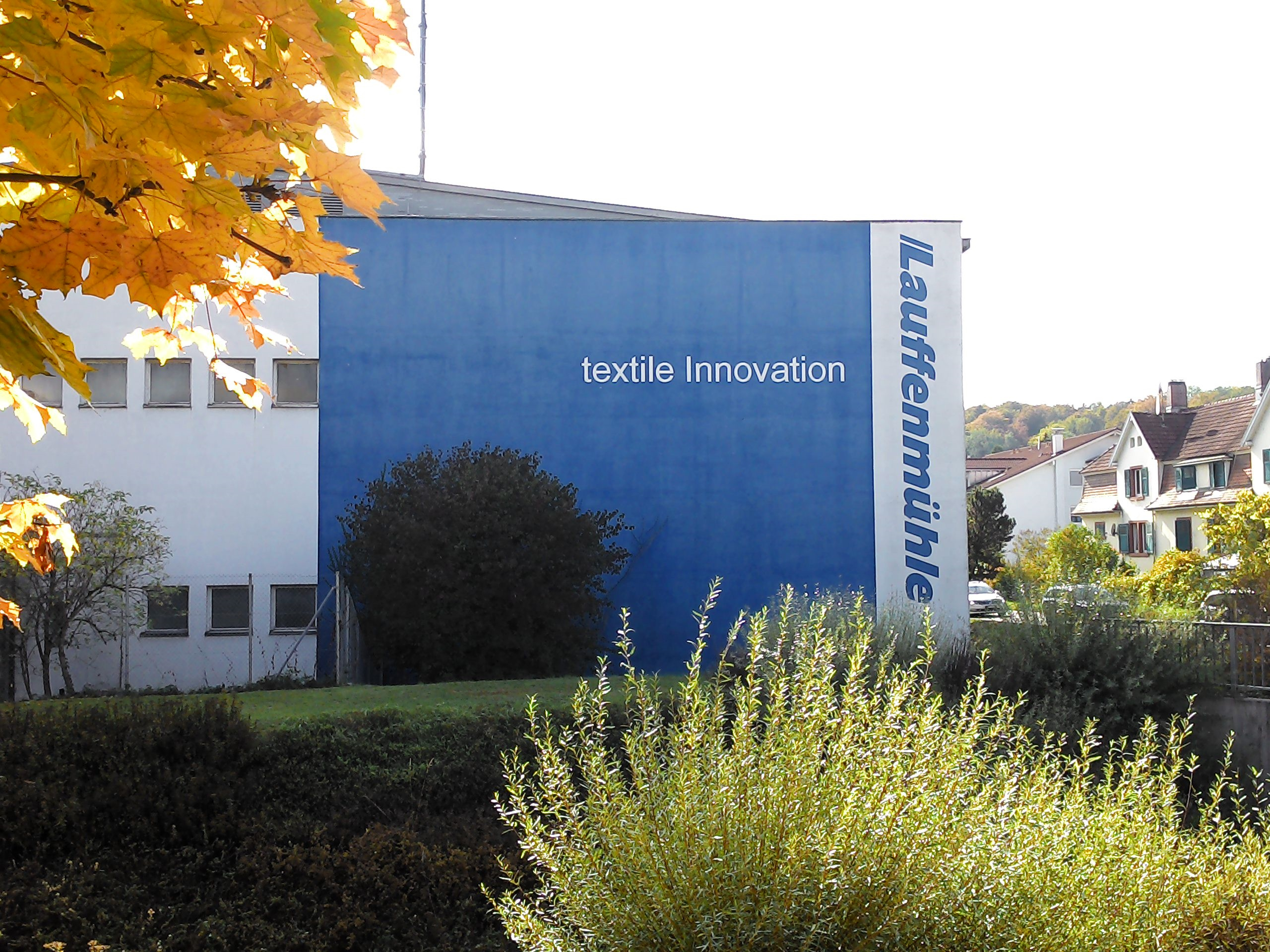
Nordseite des Firmenareals

Durch Dauns Investitionen – er ersetzt den kompletten Maschinenpark – entwickelt sich die Lauffenmühle gegen den Trend. Die Zahl der Mitarbeiter steigt zwischen 1997 und 2004 von 420 auf 580 Arbeitnehmer. Daun investiert in diesen Jahren weitere 67 Millionen Euro in die Lauffenmühle. Der Umsatz kletterte von 73 auf über 103 Millionen Euro. Bis zum Jahr 2003 erzielt die Lauffenmühle Gewinne. Diese Entwicklung bricht im Jahr 2004 ab. Ursächlich ist die Konkurrenz aus Drittländern, denen die Lauffenmühle wegen des hohen deutschen Kostenniveaus nicht begegnen kann.
2006 wird der Geschäftsführer Hans-Jürgen Hyrenbach durch Volker Steidel abgelöst. Für den Ausrüstungsbetrieb in Lörrach -Brombach wird Wolfgang Fügle als Geschäftsführer bestellt. Die Mechanische Baumwollweberei gibt von ihrem Kommanditkapital von 8.200.000 € einen Anteil von 2.041.800 € an Volker Steidel ab.
Wegen der sich 2008 abzeichnenden Weltwirtschaftskrise kommt es zu weitere Umsatz- und Ertragseinbußen. Als zu Beginn des Jahres 2009 die Nachfrage erneut zurückgeht und ein Verlust von 4,5 Mio. € prognostiziert wird, ist Daun zu einer Verlustfinanzierung nicht mehr bereit.

### Dritte Insolvenz
Am 6. März 2009 stellt die Lauffenmühle GmbH & Co. KG, die zu diesem Zeitpunkt noch rund 450 Mitarbeiter hat, beim Amtsgericht Waldshut-Tiengen den Insolvenzantrag. In das Verfahren folgt eine Woche spätere die neugegründete Vertriebsgesellschaft Lauffenmühle System GmbH. Volker Grub wird erneut als Insolvenzverwalter bestellt. In Abstimmung mit Daun bemüht er sich ergebnislos, für das angeschlagene Unternehmen einen Käufer zu finden. Da Volker Steidel bereit war, die Geschäftsführung wahrzunehmen und das Marktumfeld für die Lauffenmühle positiv einschätzt, arbeitet Volker Grub ein weiteres Mal einen Sanierungsplan aus.
Das Insolvenzverfahren wird mit einem Insolvenzplan beendet. Die Gläubiger verzichten auf 90 % ihrer Forderungen. Dafür stellen die Gesellschafter 1 Mio. € zur Verfügung. Volker Steidel übernimmt einen weiteren Geschäftsanteil und hält nun 54 % des Kapitals von 8.200.000 €. Daun hält mittelbar nur noch 46 % des Kapitals. Das Personal wird von 476 auf 387 Arbeitnehmer reduziert. Der Geschäftsführer Fügle muss gehen. Volker Steidel ist Alleingeschäftsführer. „Die 175 Jahre alte Firma verabschiedet sich von Modetextilien und spezialisiert sich noch mehr auf Arbeits- und Sicherheitskleidung.“
Im Termin vor Amtsgericht Waldshut-Tiengen am 19. August 2009 wird der vorgeschlagene Insolvenzplan mit einer überwältigten Mehrheit angenommen. Von 172 Gläubigern stimmten 170 für den Plan. Das Insolvenzverfahren wurde am 1. Oktober 2009 aufgehoben.
Vor der Neuordnung „2009/10 […] habe es von der Daun-Gruppe, der damals noch über 75 Prozent der Lauffenmühle gehörten, (Geld) nur gegeben, wenn es eine Sicherheit gibt. ‚Und die gab es mit der Übertragung der Maschinen und des Grundstücks‘ [… auf die Tochterfirma] Lauffenmühle Systems.“
Die Umwandlung des klassischen europäischen Textilherstellers der Nachkriegszeit, der ein vielfältiges Standard- und Modesegment bediente, zu einem im weltweiten Konkurrenzkampf nicht nur überlebensfähigen, sondern über Spezialentwicklungen innovativen Wettbewerbers, wird heute vor Ort neben einer offensiven Firmenstrategie und internem Zusammenhalt auch dem 1994 und 2009 bestellten Insolvenzverwalter Volker Grub zugeschrieben: „Man übertreibt nicht, wenn man sagt: Grub hat dafür gesorgt, dass wichtige Arbeitsplätze in der Gemeinde Lauchringen erhalten geblieben sind.“

### Neuausrichtung der Produktion

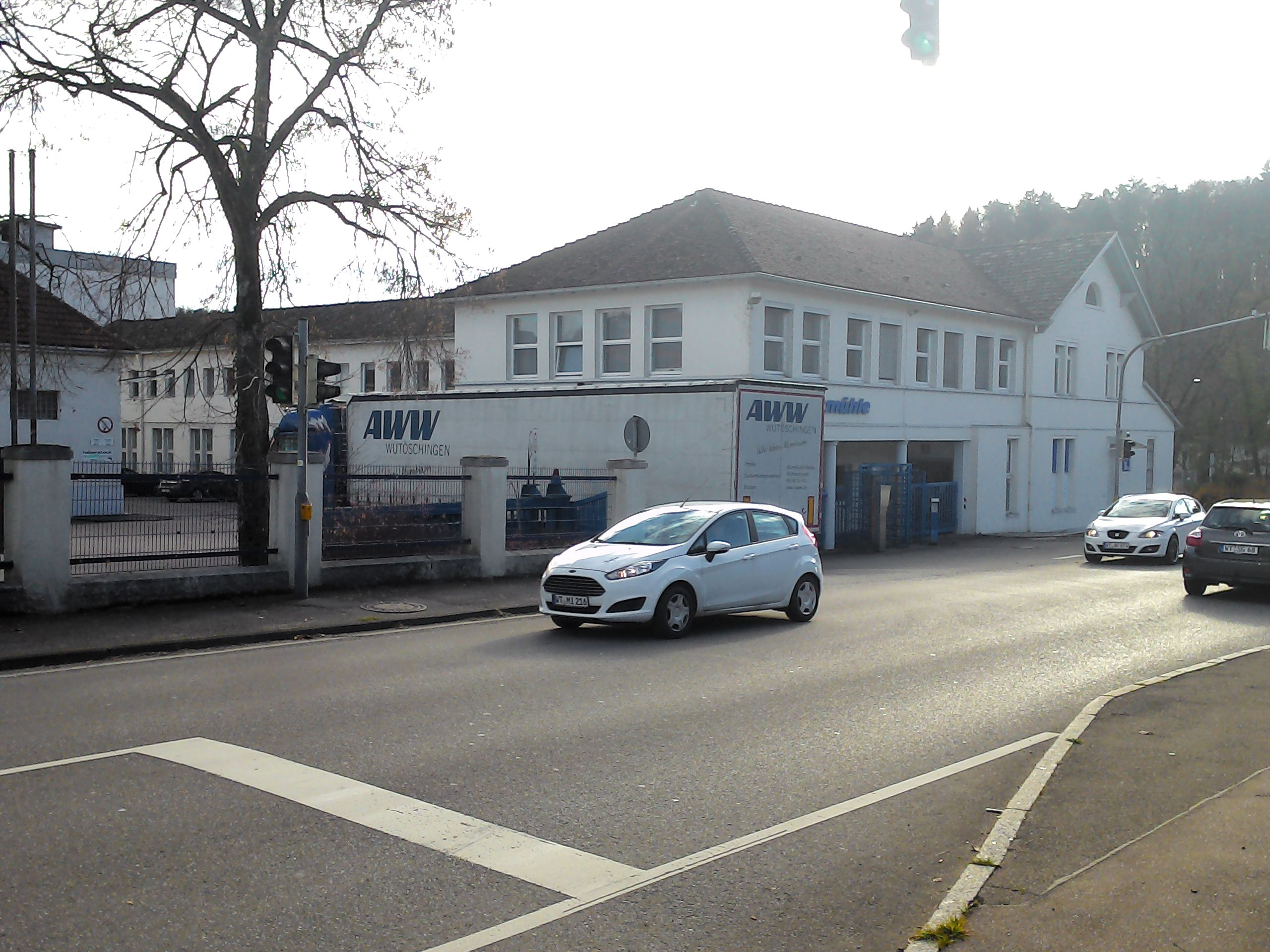
Warenverkehr am ehemaligen Hauptportal Werk Lauchringen

Seit 2009 war das Unternehmen organisatorisch in eine Produktionsgesellschaft Lauffenmühle GmbH & Co. KG und die Vertriebsgesellschaft Lauffenmühle System GmbH geteilt.
Insbesondere aufgrund von „Umsatzeinbußen und Preiseinbrüchen bei Standardgeweben“ wurde 2015 entschieden, „sich von Standardgeweben zu trennen und sich zukünftig ausschließlich auf die seit Jahren wachsenden Bereiche der Funktionsgewebe, kundenbezogenen Sonderartikel, Buntgewebe und dem Lagergeschäft mit Web- und Profishop zu konzentrieren.“
Die damit verbundene Insolvenz 2015 war „unvermeidbar gewesen“, da nach Auffassung der Geschäftsführung die „Anpassung der Produktion“ von den Eigentümern nicht nachvollzogen wurde und die dafür „benötigten erheblichen Mittel von den Gesellschaftern nicht zur Verfügung gestellt“ worden waren.

### Vierte Insolvenz
Am 29. September 2015 stellt die Lauffenmühle GmbH & Co.KG erneut den Insolvenzantrag. Als Verwalter wird Rechtsanwalt Dr. Philipp Grub bestellt. Während in den Jahren 2010 und 2011 bei einem Umsatz von 46 Mio. € ausgeglichene Betriebsergebnisse erzielt wurden, sinkt der Umsatz im Jahr 2012 auf 41 Mio. € und das Ergebnis weist einen Verlust von 3,4 Mio. € aus. Für das Jahr 2015 wird nur noch mit einem Umsatz von 38,5 Mio. € gerechnet.
Der Geschäftsführer Volker Steidel ist optimistisch, das Unternehmen ein weiteres Mal sanieren zu können. Die Belegschaft wird um 49 Arbeitnehmer reduziert. Die Produktionsabläufe werden optimiert. Ertragsschwache Artikel werden gestrichen. Am 15. Dezember 2015 wird dem Amtsgericht ein Insolvenzplan vorgelegt, mit dem das Unternehmen erneut entschuldet werden soll. Den Gläubigern wird eine Zahlungsquote von 20 % angeboten.
Der Insolvenzplan wird von den Gläubigern am 25. Januar 2015 mit einer Mehrheit von 100 % angenommen und das Insolvenzverfahren am 22. Februar 2016 wieder aufgehoben.
Das Insolvenzverfahren 2015 war mit der Auflösung von 49 Arbeitsplätzen verbunden: „Die betroffenen Mitarbeiter konnten in eine Beschäftigungs- und Qualifizierungsgesellschaft eintreten, teilte Philipp Grub mit. Hauptsächliches Ziel einer solchen eigenständigen Gesellschaft sei es, die Arbeitnehmer ohne zwischenzeitliche Arbeitslosigkeit durch Qualifizierungsmaßnahmen und Unterstützung in der Bewerbungsphase ein neues Arbeitsverhältnis finden zu lassen.“
Die Arbeitsplatzbilanz der jahrzehntelangen Krisenbewältigung und der Neuausrichtung des Unternehmens in der Anpassung an den (Welt-)Markt führte zu einer Schrumpfung der Belegschaft seit Anfang der 1990er Jahre auf ca. 15 Prozent der Stellen. Vermieden wurde die permanent drohende Schließung des Betriebs zugunsten einer operativ ausgerichteten Größenordnung mit einer qualifizierten Stammbelegschaft.
Zum 1. Juli 2016 erwarb der langjährige Geschäftsführer und seit 2009 auch Anteilseigner Volker Steidel weitere Unternehmensanteile und besaß dann 47 Prozent. Werner Ritzi, seit 2015 zweiter Geschäftsführer, wurde zum 1. Juli 2016 Mitgesellschafter mit ebenfalls 47 Prozent der Anteile. Die Mechanische Baumwoll-Spinnerei und Weberei Bayreuth GmbH hält noch einen Minderheitsanteil von 6 Prozent.

### Umwelttechnische Produktion
Bei einem Besuch im Unternehmen im August 2017 stellte die Präsidentin des Umweltbundesamtes, Maria Krautzberger fest, dass Lauffenmühle die Kriterien umweltfreundlicher Produkte und Dienstleistungen erfülle.
Hervorgehoben wurde im Vortrag der Firma, dass man „seit 2007 anstelle von Baumwolle die sogenannte Tencelfaser (nutze), die aus Holzresten produziert werde und 50-mal weniger Landfläche als Baumwolle und 20-mal weniger Wasser benötige. Seit 2014 lege man Wert auf formaldehydfreies Gewebe. 2015 sei das Unternehmen dem Bündnis für nachhaltige Textilien beigetreten.“
Die entscheidende Innovation, die eine erneute Präsenz am internationalen Markt ermöglichen sollte, „sei mit den Geweben reworx² und infinito² gelungen. […] Hier greife das sogenannte ‚cradle to cradle (Von der Wiege zur Wiege)‘ Projekt.“ Mit diesem biologisch vollständig abbaubaren Material „liege der Schwerpunkt in der Produktion bei industriellem, waschbarem und leistungsfähigem Gewebe.“ Lauffenmühle konzentriere sich hier auf Bekleidung vor allem im Sektor Leasingwäsche.
Für diese Innovation hat die Firma „den internationalen Preis für ‚Beste Innovation – Nachhaltige Textilien-Produkte‘ erhalten.“
Fortsetzung der Entwicklungsarbeit
Die Textilfirma Wolford hat Modalfasern auf Holzbasis mit Kunstfasern der süddeutschen Traditionsfirma Lauffenmühle kombiniert. Die ging während der Entwicklung zwar pleite, aber ein Minibetrieb von vier Leuten macht mit den bioabbaubaren Kunstfasern weiter.

## Betriebsende

### Die fünfte Insolvenz
Das Unternehmen erzielt 2017 mit einer Belegschaft von 252 Personen bei einem Umsatz von 43,4 Mio. € Umsatz nochmals ein positives Ergebnis von 143.000 €. Daun gelingt es mit Werner Ritzi, dem ehemaligen Vertriebsleiter der Brennet AG, eine Verstärkung in der Geschäftsführung zu finden und überträgt ihm einen Kommanditanteil von 3.854.000 €, sodass im Jahr 2016 Daun mittelbar nur noch einen Kommanditanteil von 492.000 € (entspricht 6 % des Unternehmens) hält.
Als Ende des Jahres 2018 absehbar ist, dass dieses Jahr bei einem Umsatz von nur noch 37 Mio. Euro einen Verlust von 2,3 Mio. € bringen wird, beantragt die Geschäftsführung am 11. Januar 2019 die Eröffnung eines Insolvenzverfahrens, Rechtsanwalt Dr. Philipp Grub wird wieder als Verwalter bestellt. Nach der die Öffentlichkeit überraschenden Einleitung des fünften Insolvenzverfahren seit 1993 am 11. Januar 2019 beim Amtsgericht Waldshut-Tiengen, sollte nun „die Zukunft des Unternehmens […] durch seine Veräußerung an externe Investoren gesichert werden.“ Zu diesem Zeitpunkt arbeiten in der deutschen Textilwirtschaft nur noch 62.800 Arbeitnehmer in 700 Unternehmen, das entspricht nur noch 10 % gegenüber dem Stand von 1957.

Eine Sanierung des Unternehmens war aufgrund der anhaltenden Verluste nicht möglich. Im Vordergrund stehe nun das Ausarbeiten eines Sozialplans und eines Interessenausgleichs für die Beschäftigten, sagte Rechtsanwalt Boris Sakowski. „Die Investorensuche für das traditionsreiche Unternehmen sei erfolglos geblieben.“ Verhandlungen mit Interessenten für eine übertragende Sanierung, mit dem Ziel die Produktionsstandorte in Lauchringen und Lörrach-Brombach zu erhalten, scheitern. Es habe seit der Insolvenzerklärung sechs Interessenten gegeben, die „nach und nach […] von ihren Übernahmeabsichten Abstand genommen haben“, so Bürgermeister Thomas Schäuble, das letzte „Angebot jedoch (war) für den Gläubigerausschuss bei Weitem nicht zielführend und annehmbar.“ Philipp Grub veranlasst deshalb die Ausproduktion und vereinbart mit dem Betriebsrat einen Interessenausgleich und Sozialplan zur Stilllegung des Betriebs, die am 31. Juli 2019 abgeschlossen wird. Hohe Warenbestände können vollständig verwertet werden. Das Fabrikanwesen in Lauchringen wird von der Gemeinde Lauchringen erworben. Dadurch gelingt es Philipp Grub, im Jahr 2019, den Sozialplan zu Gunsten der Arbeitnehmer zu 100 % zu befriedigen.

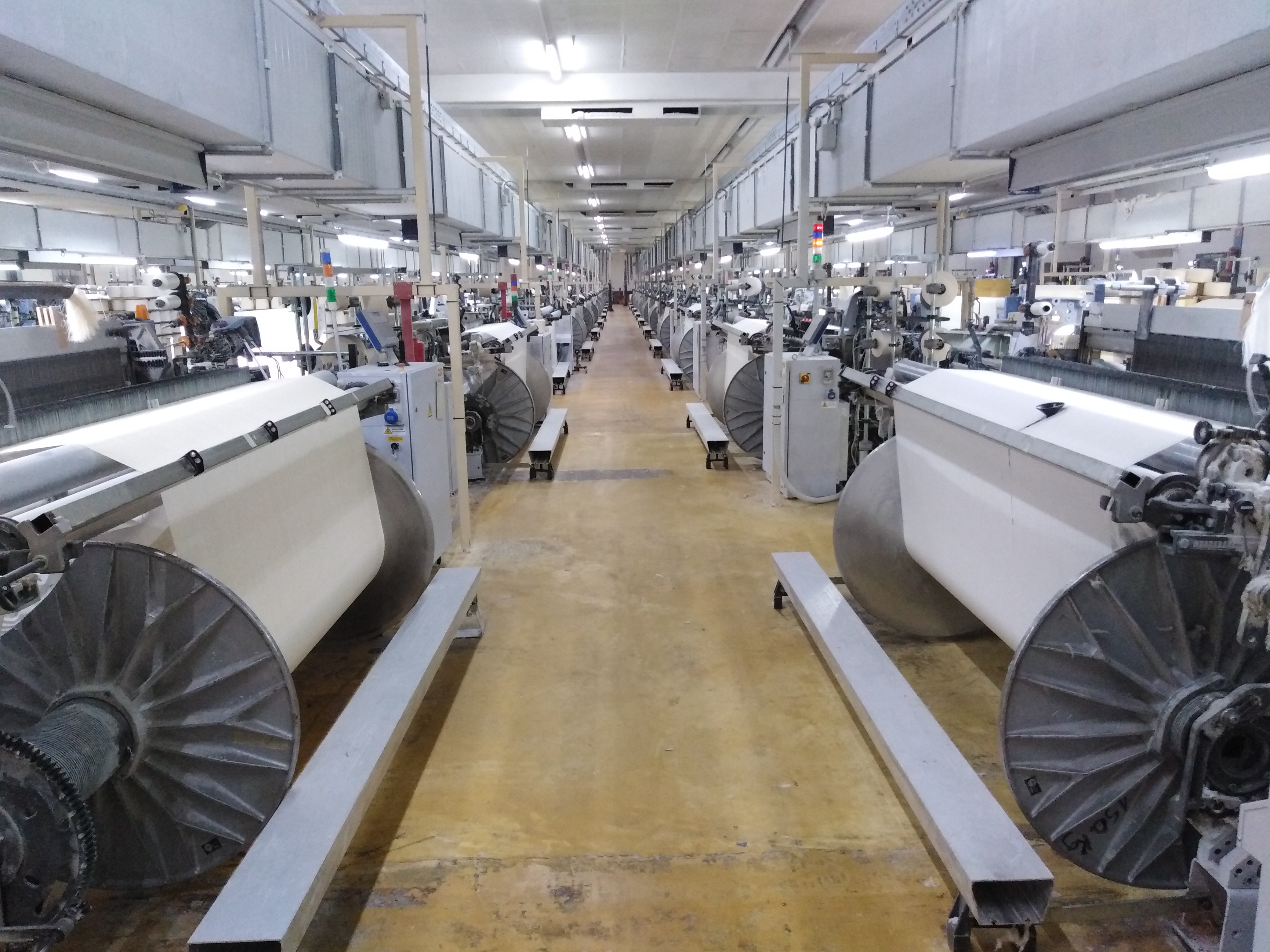
Ehemalige Produktionshalle der Weberei

#### Reaktionen der Belegschaft und Betriebsende zum 31. Juli 2019
Auf der Betriebsversammlung am 4. April 2019 war den 240 Mitarbeitern der Lauffenmühle in den Standorten Lauchringen und Lörrach eröffnet worden, dass „das Unternehmen seine Produktion zum 31. Juli 2019 einstellen (wird)“. Danach kam es zu einer spontanen Demonstration auf dem Werksgelände.
Zum Samstag, den 13. April 2019 hatte die Belegschaft der Lauffenmühle zu einer Kundgebung auf dem Betriebsgelände aufgerufen. Neben Interessenten aus Lauchringen und Umgebung nahmen Beschäftigte des Standorts Lörrach und umliegender Großbetriebe wie den Aluminium-Werken Wutöschingen und der Firma Hago in Küssaberg teil. Ansprachen hielten neben Betriebsangehörigen Lauchringens Bürgermeister Thomas Schäuble und der CDU-Bundestagsabgeordnete Felix Schreiner. Betont wurde „die hohe Auslastung und Effektivität in allen Abteilungen“ des Betriebes. Derzeit aktuell seinen Gespräche mit dem österreichischen Investor Kufner. Betriebsleiter Grabow sieht Ursachen „neben Fehlern im Management [… in einem] Produkt, das sich am Markt nicht erfolgreich durchsetzen konnte.“
Den noch 240 Mitarbeitern wurde Ende April gekündigt. Bedauert wurde, dass sich das neue langlebige (Verdoppelung auf 100 Industriewäschen) und recyclingsfähige Gewebe auf dem Markt nicht etablieren konnte.

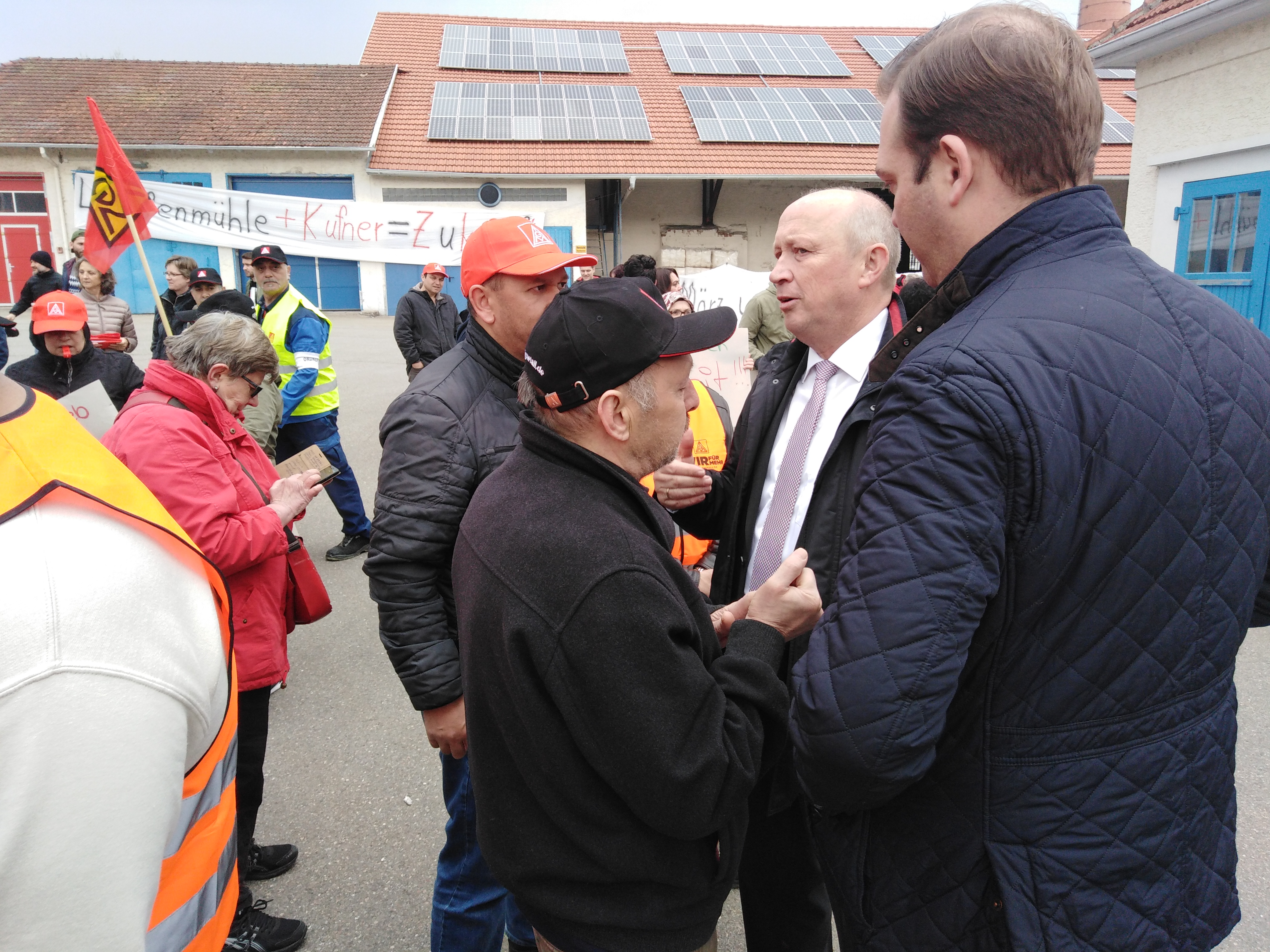
Kundgebung, Lauchringes Bürgermeister Schäuble im Gespräch

Franz Ritter, Gewerkschaftssekretär der IG Metall Waldshut, deutet Mitarbeitervorwürfe wegen Fehlentscheidungen des Managements an, die auch der Betriebsratsvorsitzende des Unternehmens als „Versäumnisse“ benannte. Nun käme es jedoch darauf an, die vorhandenen Aufträge abzuarbeiten, „um die Löhne zahlen zu können [... und] Geld für einen Sozialplan zu erwirtschaften.“

Am 31. Juli 2019 endet die Produktion.

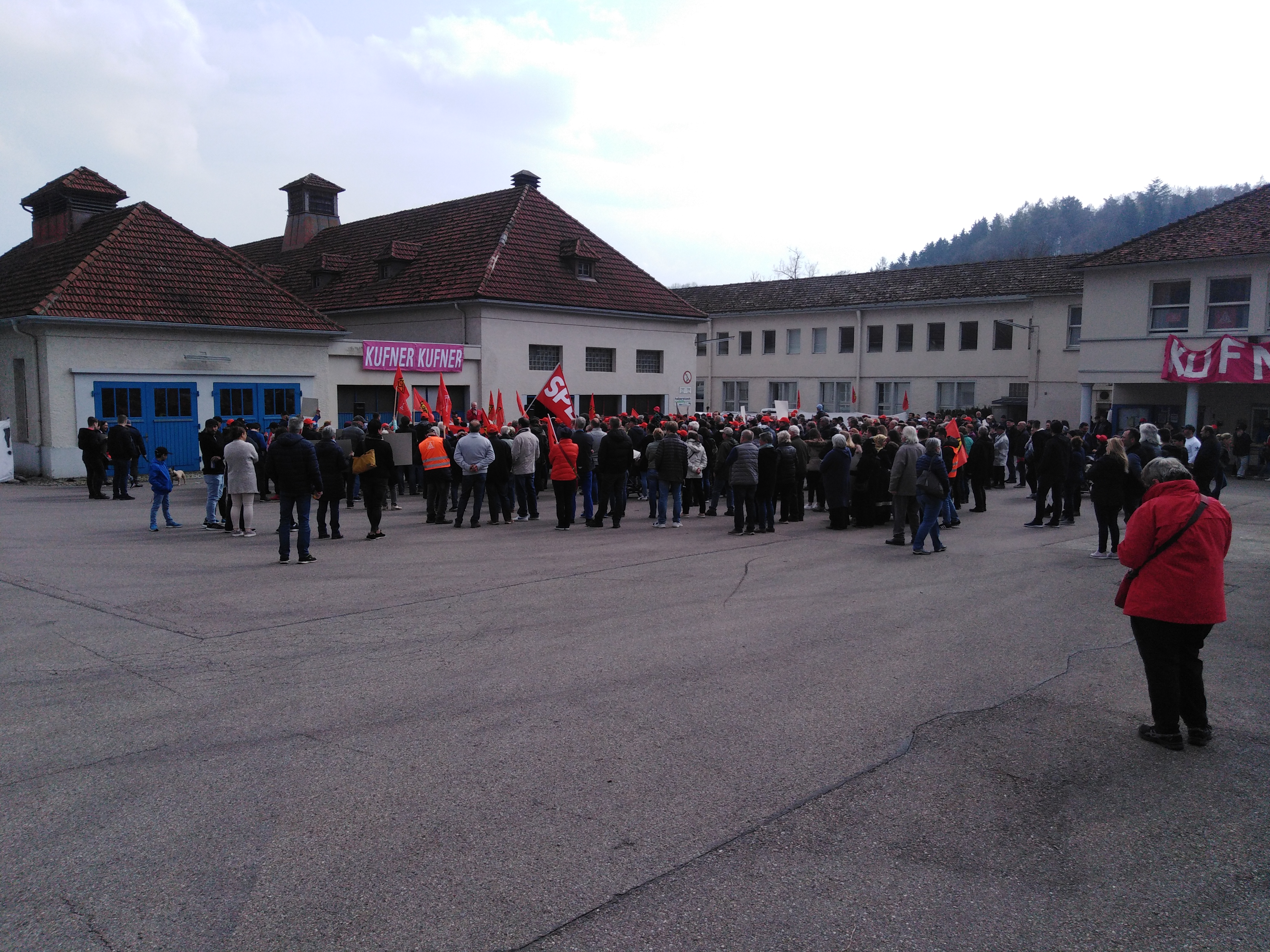
Versammlung der Beschäftigten am 13. April 2019

### Interne Konflikte und Ermittlungen der Staatsanwaltschaft
„Nach Informationen aus der ehemaligen Belegschaft stand schon Ende 2017 fest, dass die Lauffenmühle in Schwierigkeiten steckt. ‚Das wurde deutlich durch den Verkauf des Hochregallagers und der Turbine.‘“ Zudem sei wenige Monate später das Fahrzeug des Insolvenzverwalters Philipp Grub auf dem Gelände gestanden. Nach Anmeldung der Insolvenz im Januar 2019 wurde die Betriebsschließung der Belegschaft im April bekannt gegeben.
Vorhaltungen der Belegschaft
Bereits Mitte Juli erhoben „Mitarbeiter und ehemalige Angestellte Vorwürfe gegen die beiden Geschäftsführer Volker Steidel und Werner Ritzi sowie die Daun-Gruppe, Bürgermeister Thomas Schäuble und Insolvenzverwalter Philipp Grub.[…]: ‚Das Unternehmen hätte gerettet werden können, wenn man das auch gewollt hätte.‘“ Die Betroffenen wiesen den Vorwurf und dessen differenzierte Begründungen mit teils umfassenden Erklärungen zurück. Bürgermeister Schäuble sprach von der Aufgabe der Gemeinde, „nach einer eventuellen Betriebsschließung, (sich) einen Plan B zurechtzulegen und zu entscheiden, was mit dieser innerörtlichen Gewerbebrache geschehen soll.“ Er kündigte dazu eine Klausurtagung des Gemeinderats im September an. Der Bürgermeister betonte, die Gemeinde habe „vier Mitarbeiter der Lauffenmühle eingestellt“, er habe zudem persönliche Beratung angeboten und „Gespräche mit hiesigen Betrieben und Unternehmen geführt.“
Ermittlungen der Staatsanwaltschaft
Die Vorwürfe aus Belegschafts- und Gewerkschaftskreisen wurden von der Staatsanwaltschaft Waldshut-Tiengen aufgenommen: „Ermittelt wird wegen des Verdachts ‚des Bankrotts und der Insolvenzverschleppung.‘ Weiter sollen mögliche ‚ungerechtfertigte Zahlungen‘ eine Rolle spielen.“ Es gehe auch darum, „ob Bestandteile des Vermögens, die im Falle der Eröffnung des Insolvenzverfahrens zur Insolvenzmasse gehören, beiseite geschafft oder verheimlicht wurden.“ Der Insolvenzverwalter Philipp Grub sagte dazu, ihm seien „bislang keine Unregelmäßigkeiten aufgefallen.“ Geschäftsführer Werner Ritzi, der 2014 über die Daun-Gruppe zur Firma kam, erklärte, seine Prüfung und die einer Wirtschaftsberatung habe damals „zu keinen Auffälligkeiten“ geführt. Die Übertragung von Maschinen und Grundstück bei der vierten Insolvenz 2009/10 auf eine Tochterfirma Lauffenmühle Systems galt der Sicherheit einer erneuten Investition der Daun-Gruppe. Heute gehöre Lauffenmühle Systems „ebenfalls zur Insolvenzmasse.“ Der zweite Geschäftsführer Volker Steidel bezeichnete die beanstandeten Zahlungen an eine Firma in Taiwan als „legal“. Nach Recherchen des SWR „existiert diese Firma in Taiwan jedoch offiziell gar nicht.“
Nach Mitteilung des SWR im November 2019 „zum Insolvenzverfahren des Textil-Unternehmens Lauffenmühle prüft die Staatsanwaltschaft Waldshut-Tiengen auch die Nebengeschäfte eines Geschäftsführers. […] Es geht um ein so genanntes Schlichtemittel – ein chemisches Mittel, das für den Web-Prozess gebraucht wird. Der Geschäftsführer beschaffte dieses Mittel bei einem Händler und verkaufte es mit Hilfe einer eigenen Firma an die Lauffenmühle weiter. Womöglich zu einem erhöhten Preis. Das legen unter anderem Rechnungen und Lieferscheine nahe, die dem SWR vorliegen. […] Pro Jahr habe die Lauffenmühle etwa 120.000 Euro mehr zahlen müssen. […] Dazu äußern wollte sich die Staatsanwaltschaft Waldshut-Tiengen vorerst noch nicht.“

### Umgang mit Anlagen und Industriebrache
- Der Maschinenpark der Lauffenmühle wurde mit vorläufigen Gebotsende am 16. Oktober 2019 „im Auftrag des Insolvenzverwalters verkauft.“[44]
- Der Zeitplan zur Neunutzung des Geländes in Lauchringen wird bestimmt von den Ergebnissen „über den Zustand von Böden und Gebäuden […] des 75 000 Quadratmeter großen Areals […] Bis Mitte kommenden Jahres sollen hierzu aber verlässliche Daten aus den Bodenuntersuchungen vorliegen. […] Von chemischer Belastung wird im Lauchringer Boden zwar nicht ausgegangen. Chemikalien kamen nur am Standort Lörrach zum Einsatz.“ Zu möglichen Neunutzungen gab es im September 2019 keine konkreten Konzepte. „Die Gemeinde Lauchringen besitzt für das Lauffenmühle-Areal ein gesetzlich festgelegtes Vorkaufsrecht.“[45]

## Unternehmensabwicklung 2020
Nachdem die letzte Geschäftsleitung nach der fünften Insolvenz und einer „Ausproduktion“ zum 31. Juli 2019 den 185-jährigen Betrieb der Firma beendet hatte, stehen die Gemeinden von drei ehemaligen Standorten vor den Fragen zum Umgangs mit den Betriebsarealen.

### Kauf des Areals in Lauchringen durch Gemeinde
Auf der Gemeinderatssitzung am Abend des 20. Mai 2020 machte Lauchringens Bürgermeister Thomas Schäuble den Kauf des Lauffenmühle-Areals durch die Gemeinde öffentlich: „Am 20. Mai wurden die notariellen Unterschriften in Stuttgart geleistet. Der Kaufpreis liegt bei 7,5 Millionen Euro.“
„Für Gutachten, Planung und erste Abrissarbeiten auf dem Lauffenmühle-Areal kalkuliert die Gemeinde Lauchringen 1.315.000 Euro in den Haushalt 2020 ein. Dies ist die größte Infrastrukturinvestition im laufenden Jahr.“ Hinzu kommt „ein Regenüberlaufbecken auf dem Lauffenmühle-Areal für 900.000 Euro.“
Der Auftrag zur Altlastenuntersuchung an Boden und Gebäuden wurde vom Gemeinderat (am 18. Februar für 37.000 Euro) einstimmig an das Unternehmen HPC AG vergeben.
Im November 2020, begannen mit dem Pförtnerhaus und Verwaltungsgebäudekomplex an der Wutach, die ersten Abrissarbeiten.
Lörrach

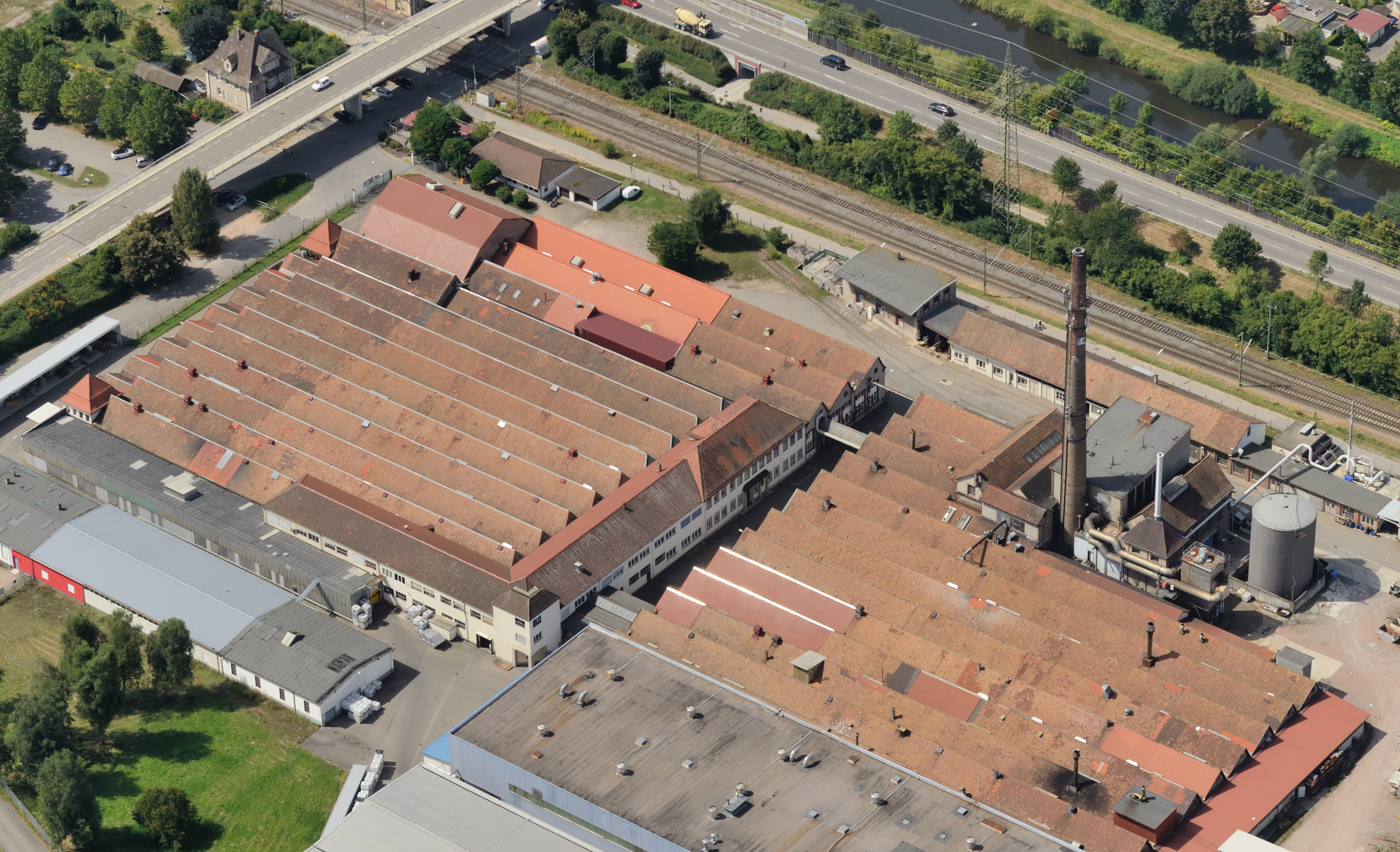
Betriebsareal in Brombach

Die Stadt Lörrach besitzt ein Vorkaufsrecht für das Lauffenmühle-Areal im Ortsteil Brombach. Dazu hatte „der Gemeinderat frühzeitig eine „Vorkaufssatzung“ beschlossen [… und hat damit] ein Vorkaufsrecht zu einem marktüblichen Preis.“ Damit wurde vermieden, dass die Stadt „exakt die Summe auf den Tisch hätte legen müssen, die private Investoren bereit waren zu zahlen“.
„Die Stadt Lörrach steht kurz vor dem Kauf des Areals Lauffenmühle [von Claas E. Daun], was ein finanzieller Kraftakt ist, ihr aber ungeahnte Möglichkeiten bietet. Anfang des Jahres 2020 dürften die Unterschriften geleistet werden, kündigte Bürgermeisterin Monika Neuhöfer-Avdic an. […] Auf dem Gelände der ehemaligen Textilfabrik sollen sich mittelständische Handwerksunternehmen ansiedeln. Es könnte aber auch die Heimat für den Bauhof und eine zentrale Feuerwache Nord werden.“
Blumberg

Nach der Schließung des Zweigwerkes in Blumberg 1995 geht es derzeit darum, „die letzten Flächen auf dem Lauffenmühle-Areal […] zu vermarkten.“ Dazu „hat der Stuttgarter Insolvenzverwalter Volker Grub das Donaueschinger Unternehmen Immobilien Reichmann beauftragt. […] Zwölf neue Einfamilien-Bauplätze auf dem Lauffenmühle-Areal“ sind vorgesehen. Das Fabrikgebäude in Blumberg wurde 2009 abgebrochen.

### Belegschaft
Die Gemeinde Lauchringen organisierte Anfang Oktober 2019 zusammen mit der Bundesagentur für Arbeit Lörrach eine „Jobbörse“ für ehemalige Beschäftigte der Firma, die „zahlreich erschienen […] 15 Unternehmen aus den Bereichen Handwerk, Industrie und Personalvermittlung stellten sich den Fragen der potenziellen Arbeitnehmer.“ Der Geschäftsführer der Wirtschaftsregion Südwest: „Diese Resonanz ist überwältigend.“ Gelungene Vermittlungen wurden in der Folge nicht bekannt. Die Gemeinde Lauchringen hatte zuvor schon einige Mitarbeiter in ihre Dienste übernommen.

## Neuverwendung des Areals 2021

### Planung und Abriss (Lauchringen)
Die Zusage eines Zuschusses in Höhe von 1,6 Millionen Euro aus dem Städtebauförderprogramm des Bundes und der Länder, ermöglicht der Gemeinde Lauchringen, die das 7,5 Hektar umfassende Areal 2020 für 7,5 Millionen Euro erworben hatte, „die Sanierung und Umgestaltung der Gewerbebrache“. Ein Großteil der aktuellen Förderung soll für die Verlegung einer „Photovoltaik-Anlage auf dem Dach der einstigen Spinnerei II“ auf ein Gemeindegrundstück und für den Abriss des betroffenen Gebäudes verwandt werden.
Beginn des Abbruchs
Nach Gebäude-Entkernungen im November 2020 begann im Februar der Abbruch des Verwaltungsgebäudes entlang der Wutach und des Pförtnerbereichs zur Kadelburger Straße hin:

„Entgegen früherer Verfahrensweisen mit reinem Abbruch und anschließender Entsorgung erfolgt dieser Abriss als Rückbau mit größtmöglichem ressourcenschonenden Recycling. Rund 4500 Tonnen wiederverwendbarer Bauschutt […] wird für die geplanten Neubauten aufbereitet. Damit entfallen auch knapp 200 Lastwagentransporte.“

Planung
Bürgermeister Schäuble skizzierte seine Vorstellungen zum Areal als eine Art „Vierklang“: „Mit Fläche für ein Gründerzentrum, etablierte Betriebe, eine Kunstszene und öffentlich geförderten, bezahlbaren Wohnraum.“ Anstelle des ehemaligen Verwaltungsgebäudes „soll noch in diesem Quartal ein erstes Bürogebäude hochgezogen werden.“